# Burg Harburg (Schwaben)

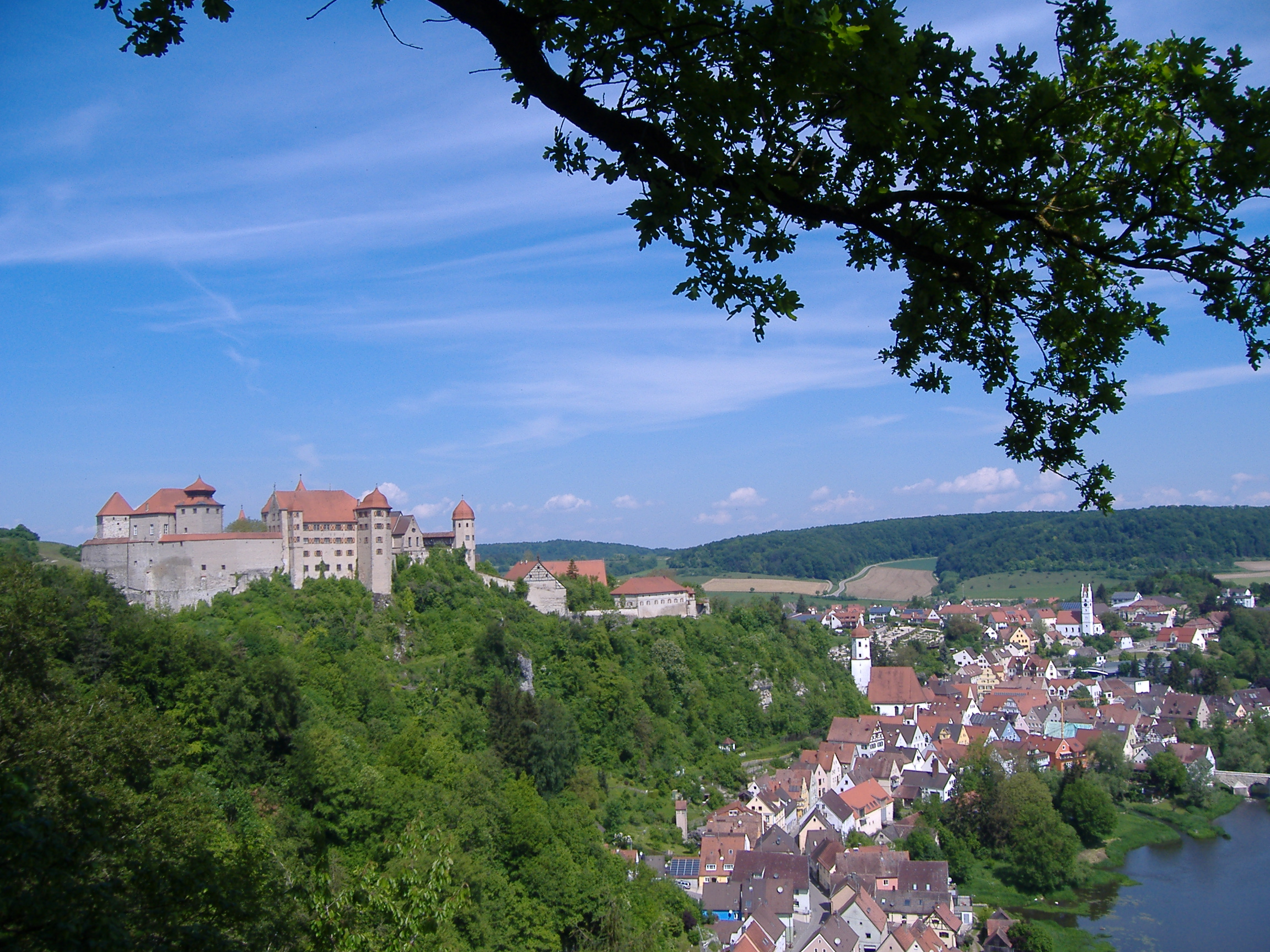
Blick auf die Burganlage und Stadt von „der schönen Aussicht“ auf dem Wedelbuck

Burg Harburg ist eine Höhenburg am südöstlichen Rand des Nördlinger Ries. Die Anlage steht oberhalb der Stadt Harburg und geht auf das 11. und 12. Jahrhundert zurück. Die Burg zeigt sich heute überwiegend im baulichen Zustand des 18. Jahrhunderts. In ihrer Ausdehnung übertrifft sie die größte deutsche staufische Kaiserpfalz in Wimpfen. Die Höhenburg auf 480 m ü. NHN gehörte, wie auch die Schlösser Wallerstein, Baldern und Hohenaltheim, dem fürstlichen Hause Oettingen-Wallerstein. Seit dem Jahr 2000 ist die Harburg im Besitz und Eigentum der Gemeinnützigen Fürst zu Oettingen-Wallerstein Kulturstiftung. Zweck dieser Stiftung ist der Erhalt der Anlage in Gegenwart und Zukunft.

## Lage

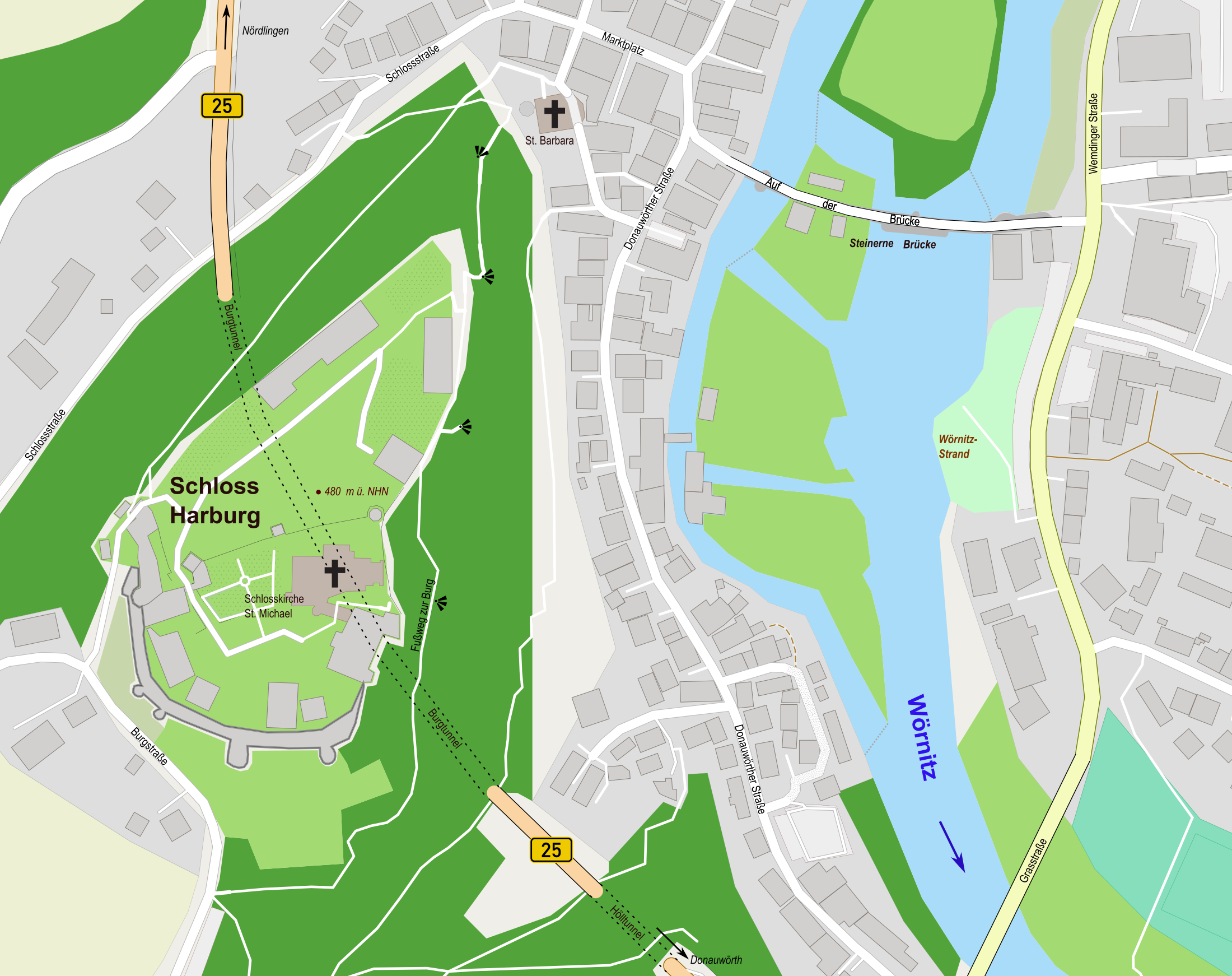
Lageplan

Die Harburg befindet sich hoch über dem Tal der Wörnitz auf einem steilen nach drei Seiten abfallenden Bergsporn am südöstlichen Eingang des Rieses an der Romantischen Straße. Die Burganlage ist ohne Bezug zu einer älteren Talsiedlung entstanden, ein Vorgang, der im hohen Mittelalter außerordentlich selten war. Erst im Anschluss an die Burg entwickelte sich auf dem engen Talboden zwischen der Wörnitz und dem Burgfelsen die Burgsiedlung, die heutige Stadt Harburg.

## Geschichte

### Anfänge

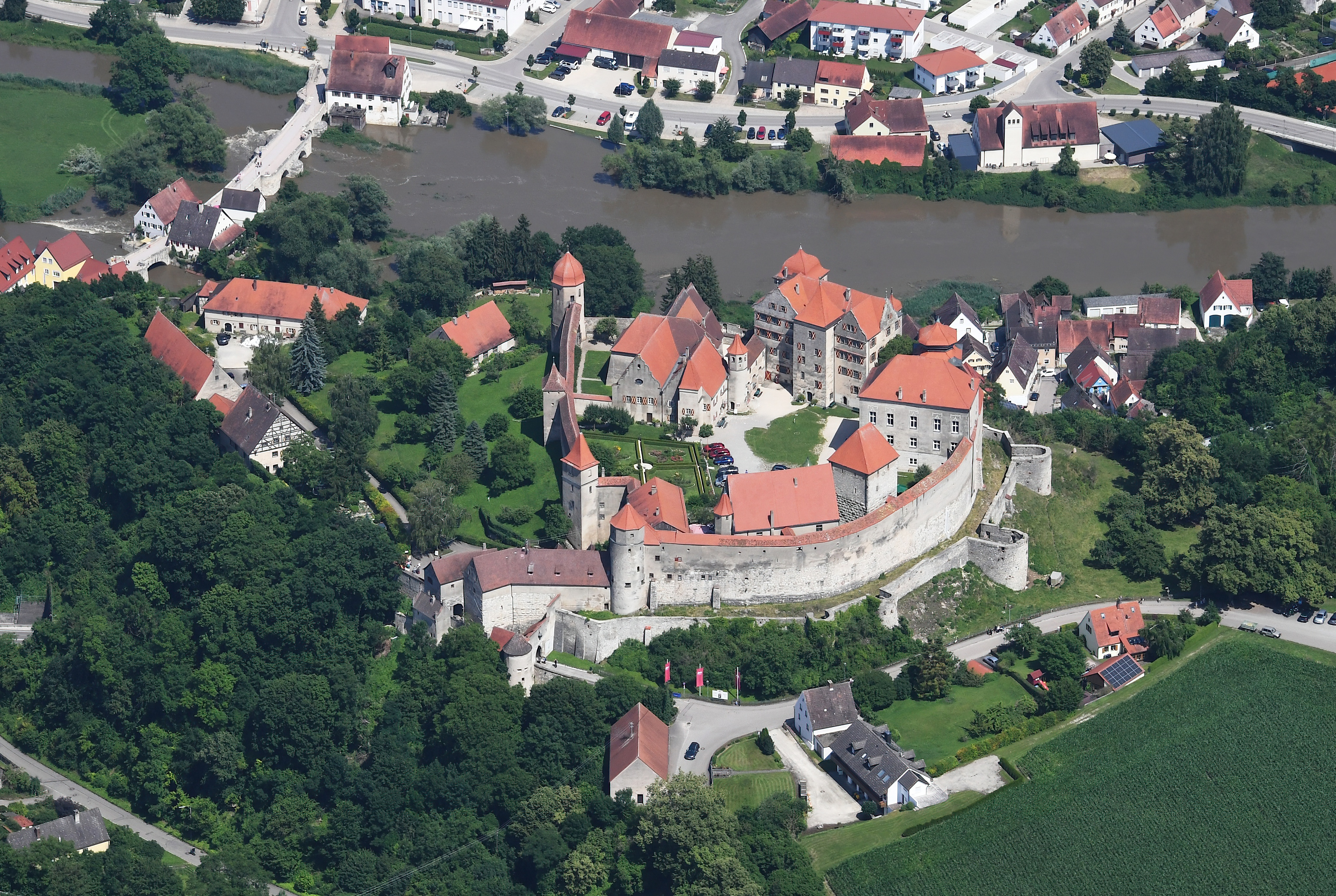
Luftbild der Burg von Westen. Oben links die steinerne Brücke über der Wörnitz, die dort eine Furt bildet.

Die strategische Lage des Burgberges dürfte bereits in der Bronzezeit am südöstlichen Eingang des Rieses mit der Wörnitzfurt und an einem wichtigen europäischen Fernhandelsweg als günstig genutzt worden sein. Dieser Handelsweg führte von Norden zur Donau, die als wichtige Ost-West-Verbindung diente. Wie die Wallanlage auf dem Ipf am westlichen Ausgang des Rieses könnte auch der Burgberg in Harburg am südöstlichen Eingang diesen Weg kontrolliert haben. Datierte Bodenfunde im Bereich der Burg sowie Bodendenkmale im direkten Umfeld geben Hinweise darauf, dass während der frühen und späten Eisenzeit eine prähistorische Wallburg bestand. Die Reste der verstürzten Trockenmauer dieser Höhenburg lassen sich unter der mittelalterlichen Mauer der oberen Kernburg sowie der unteren Vorburg vermuten.
Später nutzten die Römer am Ende des 1. Jahrhunderts ebenfalls diese Verbindung als Grenzstraßen nördlich der Donau für den Bereich des Limes in der Provinz Raetia. Der Burgberg dürfte aber in römische Zeit keine Rolle gespielt zu haben, da die römische Armee keine befestigten Höhenburgen errichtete, sondern umwehrte Kastelle baute.
Erst wieder im 9./10. Jahrhundert dürfte dieser, aufgrund der Spornlage als ottonische Landesburg gegen die Ungarneinfälle während dieser Zeit befestigt worden sein und auch als Fliehburg gedient haben. Dadurch wird auch die strategische Bedeutung der Harburg zu Zeiten der Ottonen und Salier am Eingang des Wörnitztales bestätigt. Mit dem Aufkommen der ersten steinernen Höhenburgen im Laufe des 11. Jahrhunderts wurde vermutlich die Harburg zunächst im Bereich der oberen Burg, der kleineren Kernburg, ausgebaut.
Die erste schriftliche Erwähnung der Harburg lässt sich aus der Nennung des Cuno de Horburc in Quellen zur Gründung des Benediktinerstifts Berchtesgaden spätestens um das Jahr 1100 ableiten. Kuno von Horburg/Harburg war ein Halbbruder des Berchtesgadener Stiftsgründers Berengar von Sulzbach und offenbar Besitzer der Harburg am Ende des 11. Jahrhunderts. Jürgen Dendorfer stellte in seiner Forschung die These auf, dass, als Kuno von Harburg kinderlos am 30. Juni 1139 starb, die Harburg als sein Erbe möglicherweise als Mitgift der Gertrud von Sulzbach diente und durch Heirat mit Konrad III. an das Stauferhaus gelangte, wodurch die staufische Erwerbspolitik im Ries begann.

### Staufische Reichsburg und oettingisches Eigentum

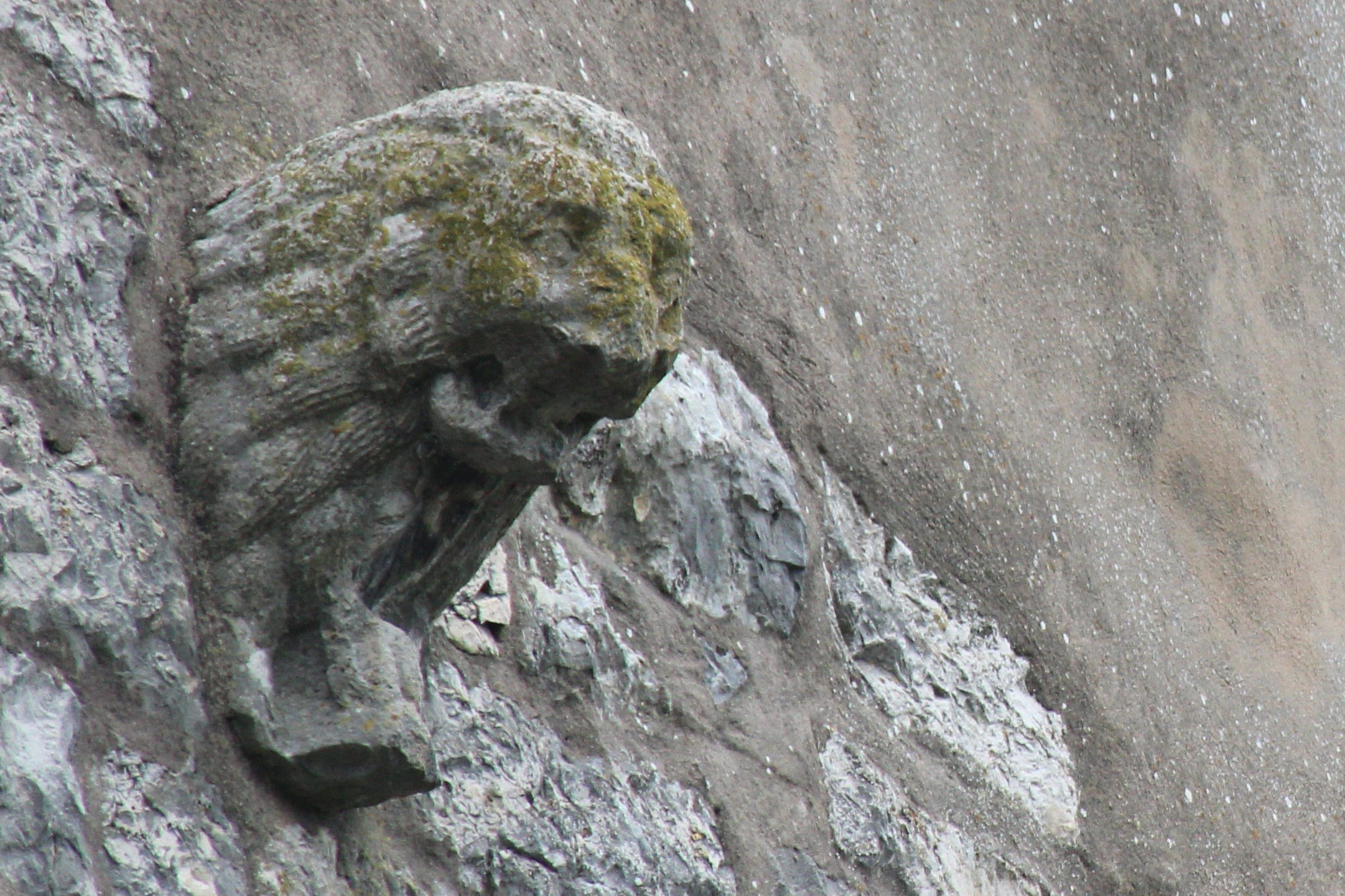
Stauferlöwe an der Schildmauer der Harburg

Die erste Nennung der Burg stammt aus dem Jahr 1150. Damals schrieb der 13-jährige Staufer Heinrich (VI.), Sohn und Mitkönig von König Konrad III. und Gertrud von Sulzbach, einen Brief nach Konstantinopel an seine Tante, die Kaiserin Eirene von Byzanz, und deren Gatten Manuel Komnenos, in dem er von der Schlacht bei Flochberg gegen Welf VI. berichtete. Dabei erwähnte er, dass er sich zu dem Zeitpunkt auf der Harburg aufhielt, die zu dieser Zeit eine staufische Reichsburg war. Die Schlacht bei Flochberg stellte einen Höhepunkt der konfliktreichen Auseinandersetzungen zwischen Welf VI. und Heinrich dem Löwen gegen König Konrad III. in seiner Regierungszeit dar, der aber zu diesem Zeitpunkt am Zweiten Kreuzzug teilnahm.

„Am 8. Februar [des Jahres 1150] betrat jener hochfahrende und treulose Welf, der sich an all die Wohltaten, die er von meinem Vater erhalten hatte, nicht erinnern wollte, feindselig unser Land. Zu der Zeit, als mein Vater mich, da er in Staatsgeschäften weitab weilte, mit einer Gruppe von Kriegern in einer unserer Burgen zurückließ. Die Burg, gegen die Welf zog, wird Flochberg genannt. Wir aber waren in einer anderen Burg, nämlich in Harburg. [...] Als ich aber die Nachricht von dieser Schmach rasch erhalten hatte, beeilte ich mich, den Feind zu verfolgen, und wir rückten mit fünf großen Heeresaufgeboten gegen ihn vor. Nachdem ich sehr bewegliche Reiter vorausgesandt hatte, die diesem den Fluchtweg abschnitten, erlangten wir einen so großen Sieg, dass, wenn es nicht dunkel geworden wäre, kaum einer hätte entkommen können. 300 Ritter nahmen wir gefangen und eine nicht geringe Anzahl an Pferden wurde getötet, getroffen teils von Lanzen, teils durch Schwerthiebe.“

Wie in diesem Brief beschrieben, wurde der Bereich zwischen Burg Flochberg und Harburg als „terra nostra“ (unser Land) von König Konrad III. und seinem Sohn bezeichnet und er kann deshalb als Beleg für staufisches Königsland im Ries gewertet werden.
Während der staufischen Epoche von der Mitte des 12. bis zur Mitte des 13. Jahrhunderts erfolgte der Ausbau zur großflächigen Reichsburg, in der die Vorburg einbezogen wurde. Aus dieser Zeit stammen die Bausubstanz der beiden Bergfriede, der Palas (vermauert im späteren Fürstenbau), Teile der Schlosskirche St. Michael und die Ringmauer der heutigen Hauptburg sowie das Innere Tor. Bergfriede und Inneres Tor sind auf quadratischen Grundrissen erbaut und bestehen aus Buckelquadern. Dies lässt den Rückschluss zu, dass die Vorburg mit dem inneren Tor bereits zu staufischer Zeit ein Teil der Burganlage war.
Östlich der Harburg wurde ebenfalls in der ersten Hälfte des 12. Jahrhunderts in direkter Sichtachse die Burg Wellwart erbaut, die in Verbindung mit der Harburg den südlichen Eingang zum Ries kontrollieren sollte und der Harburg wie der Name Wellwart andeutet, als Warte und Vorwerk diente.
Die Harburg wurde in staufischer Zeit von Burgmannen verwaltet. Zum Ende des 12. Jahrhunderts war dies „Otto de Goshaim sive de Horiburch“, der als Ministerialer mit der Reichsburg Gosheim und Harburg vertraut war. Im Mai 1239 wohnte König Konrad IV. auf der Harburg und urkundete dort.
Nach dem Interregnum wurde die Burg im Jahr 1299 von König Albrecht I. aus dem Haus Habsburg an die Grafen von Oettingen verpfändet. Die mit 900 Pfund Heller hohe Reichspfandschaft über das alte Reichsgut wurde mehrmals erhöht und bestätigt. König Ruprecht fasste 1407 alle oettingischen Reichspfandschaften zu einer unteilbaren Gesamtpfandschaft zusammen, die nur in einer Summe einlösbar sein sollte. Kaiser Sigismund erklärte im Jahr 1418 die Unablösbarkeit dieser Reichspfandschaft und bestätigte auch das Eigentum der Grafen von Oettingen an der Harburg.

### Residenz der Grafen zu Oettingen

Burg Harburg im Jahr 1513, Zeichnung von Wolf Huber

Graf Wolfgang I. und dessen Sohn Karl Wolfgang nutzten von 1493 bis 1549 die Harburg als Residenz. Hieronymus Wolf fand dort im Jahr 1530 eine Anstellung als Schreiber. Hochrangige Gäste auf der Harburg durften in dieser Zeit ihren Namen und ihre Titulatur mit Jahreszahl mittels einer Diamantnadel auf dem achteckigen gläsernen Oettingen-Willkomm eingravieren. Die Inschriften reichen mit der Signatur Georg Kargs von 1548 bis 1650 und spiegeln die territorialen und dynastischen Verbindungen des Hauses Oettingen sowie die politischen Wirren der Religionskriege wieder. Der Willkomm befindet sich seit Juli 2022 im Deutschen Historischen Museum.

Oettingen-Willkomm skizziert von Wolf Huber auf der Rückseite der oberen Zeichnung

Unter den Oettinger Grafen wurde die Burganlage weiter ausgebaut. Hussitenzeitlich, das heißt aus der Zeit um 1420/30, ist der südlich und westlich vorgelagerte, turmreiche Zwinger. Die nördlich anschließende Vorburg wurde im späten 15. Jahrhundert ausgebaut. In der Kernburg stellte man 1496 unter Graf Wolfgang I. von Oettingen den Dürnitz fertig.
Eine detaillierte Federzeichnung der Westansicht der Harburg fertigte Wolf Huber während einer Reise im Jahr 1513 an. Zu sehen ist dort in der Mitte des Bildes ein hoher staufischer Wehrturm, welcher heute nicht mehr vorhanden ist. Mit einer auskragenden, erweiterten Wehrplattform überragt er die beiden anderen Bergfriede deutlich. An der gefährdetsten Stelle der Burg kontrollierte dieser alle drei Tore und die Torzwinger. Heute befindet sich an dessen Stelle die um 1560 erbaute Burgvogtei.

### Frühe Neuzeit

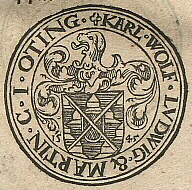
Gemeinsame Münze der Grafen Karl Wolfgang, Ludwig XV. und Martin aus dem Jahr 1545

Graf Karl Wolfgang teilte sich die Regierung mit seinem Bruder Ludwig XV. und herrschte von der Harburg aus über die Gebiete der Grafschaft Oettingen, die sich südlich der Eger befanden. An seine Residenz holte Karl Wolfgang als Hofprediger Paul Warbeck und führte die Reformation im Jahr 1524 ein. Die Schlosskirche St. Michael wurde damit die erste evangelische Predigtstätte im Ries. 1539, nach dem Bauernkrieg, berief Karl Wolfgang eine Synode in Harburg ein, auf der alle Pfarrer seiner Grafschaft über dir evangelische Konfession diskutierten und schließlich wurde die Augsburger Konfession eingeführt.

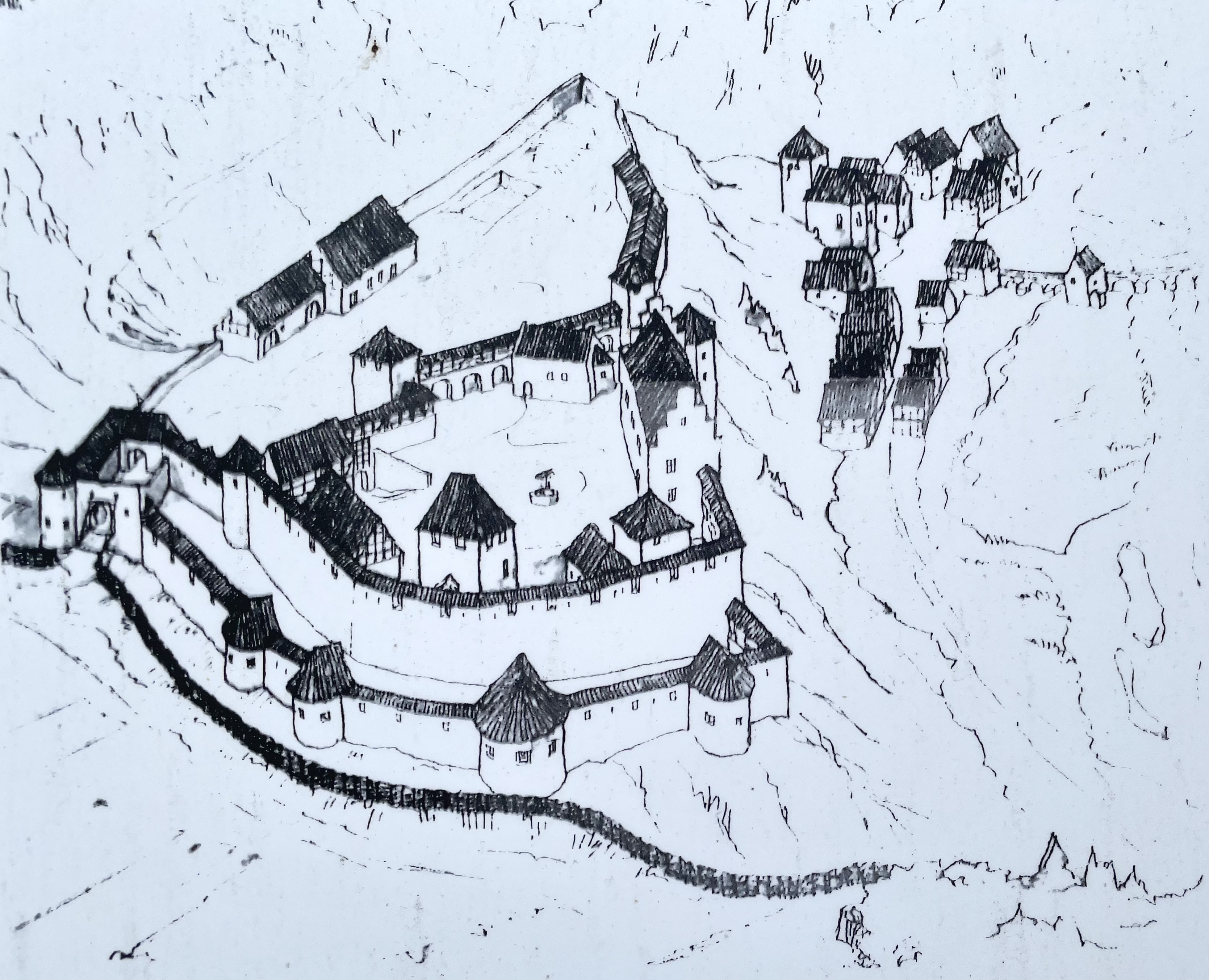
Rekonstruktionszeichnung: Burg Harburg am Ende des 16. Jahrhunderts

Während des Schmalkaldischen Krieges blieb Graf Karl Wolfgang neutral und trat dem Schmalkaldischen Bund nicht bei. Jedoch wurde die Burg Harburg im September 1546 von Truppen des Schmalkaldischen Bundes besetzt. Nach deren Kapitulation plünderten kaiserliche Truppen den damaligen Markt Harburg und besetzten die Burg. Die Folge des Schmalkaldischen Krieges war, dass Karl Wolfgang, trotz seiner Neutralität, im Dezember 1546 abgesetzt wurde. Er starb kinderlos 1549 auf Burg Harburg, wo ein Epitaph in der Schlosskirche an ihn erinnert. Mit seinem Tod fiel Harburg an die katholischen Grafen Friedrich V. und Wolfgang II. Der Bruder Karl Wolfgangs, Ludwig XV., der aktiv dem Schmalkaldischen Bund angehört hatte, erhielt die Reichsacht und wurde verbannt. Er setzte aber das reformatorische Werk von Karl Wolfgang nach dem Augsburger Religionsfrieden von 1555 mit dem Grundsatz „Cuius regio, eius religio“ fort, indem alle Gebiete, somit auch Harburg, wieder evangelisch wurden. Unter den Söhnen Ludwigs XV. kam es zur konfessionellen Teilung des Hauses Oettingen und die Burg blieb bei der evangelischen Linie Oettingen-Oettingen.
In der zweiten Hälfte des 16. Jahrhunderts wurden unter Graf Gottfried zu Oettingen-Oettingen Fürstenbau, Kastenbau, Pfisterbau und Burgvogtei erneut ausgebaut. Die Hauptburg erhielt dadurch größtenteils ihr heutiges Aussehen. Auch wurden die Wehreinrichtungen modernisiert und das untere Tor mit einer Zugbrücke 1594 fertiggestellt.
Die Wirren des Dreißigjährigen Krieges überstand die Harburg. Sie wurde im Gegensatz zu den anderen Burgen im Ries wie Burg Niederhaus, Schloss Alerheim, Flochberg und Wallerstein nicht zerstört.

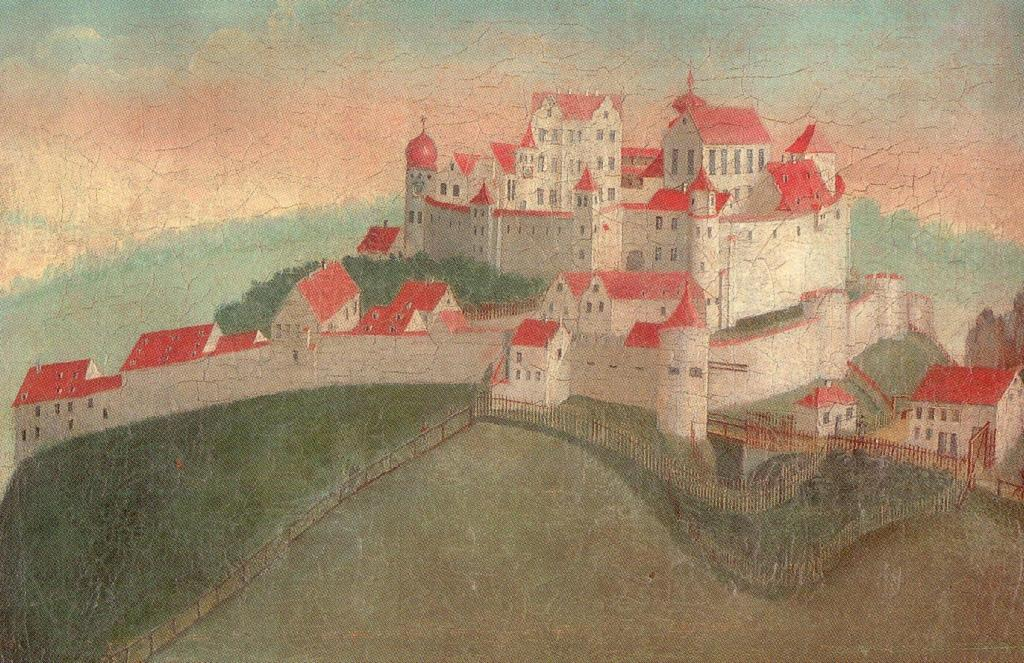
Burg Harburg im 18. Jahrhundert. Gut zu erkennen ist der im Jahr 1721 fertiggestellte Saalbau.

Unter Fürst Albrecht Ernst II. zu Oettingen-Oettingen sollte die Burganlage im 18. Jahrhundert noch durch bauliche Veränderungen zur barocken Residenz ausgebaut werden. Doch nur ein Teil, zu dem die Schlosskirche, der Fürstenbau und der Saalbau mit dem Faulturm gehören, wurden verändert. Der Charakter einer wehrhaften Burganlage blieb bestehen. Mit dem Tod von Albrecht Ernst II. erlosch die Linie Oettingen-Oettingen und die Harburg ging 1731 an die katholische Linie Oettingen-Wallerstein über. Diese richtete ein Oberamt und eine Fronfeste ein. Nach 1806 wurde die Harburg Sitz eines Justizamts, wenig später eines fürstlichen Herrschaftsgerichts und um 1850 einer königlichen Gerichts- und Polizeibehörde.

### Seit den napoleonischen Kriegen

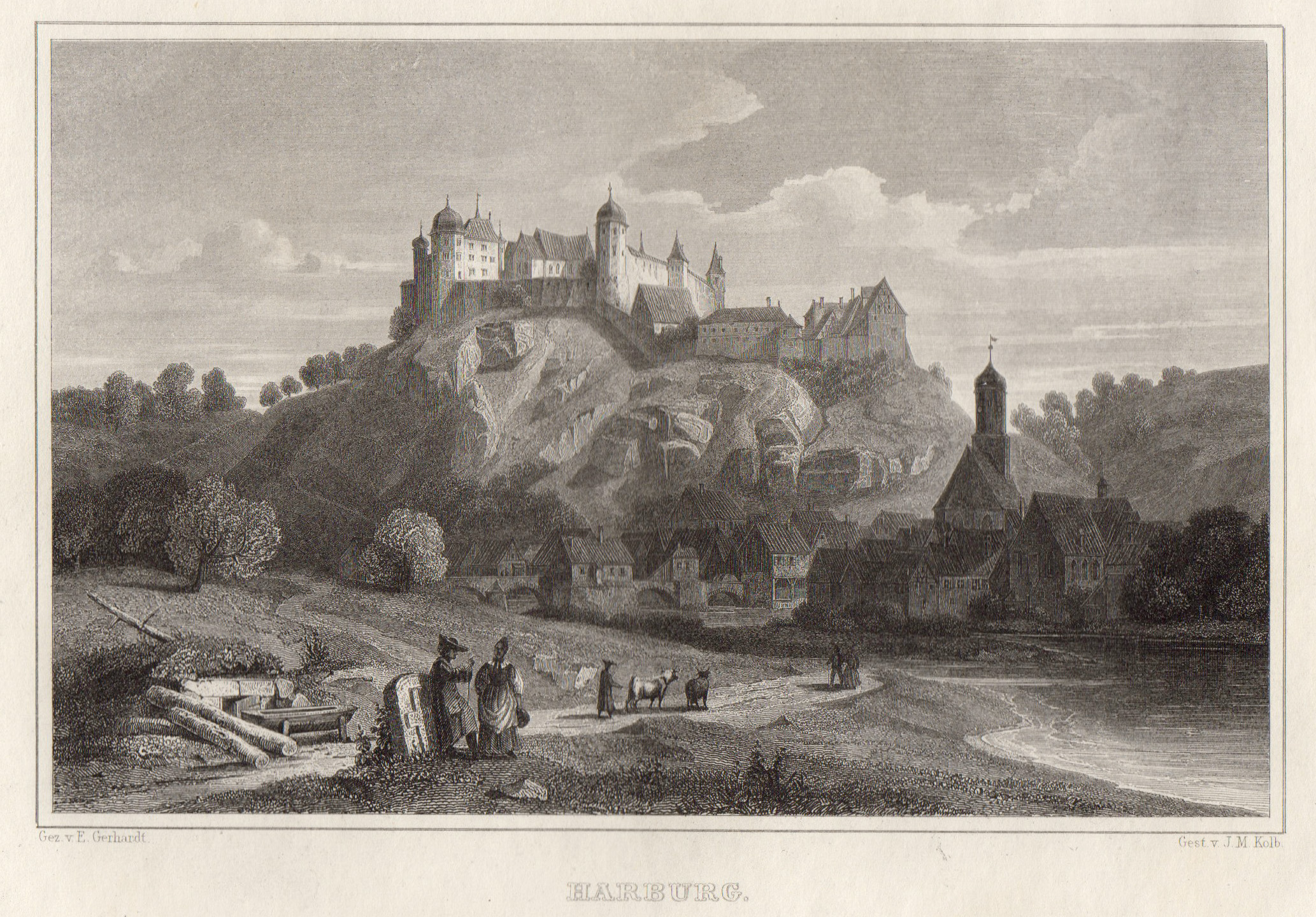
Gesamtansicht von Schloss und Stadt Harburg, Stahlstich von Joseph Maximilian Kolb nach einer Zeichnung von Eduard Gerhardt, um 1870

Im Zweiten Koalitionskrieg am 24. Juni 1800 hatten sich in der Burg 160 Mann der österreichischen Infanterie unter dem Kommando eines Oberleutnants festgesetzt, der den Befehl gegeben hatte, sich aufs Heftigste dem Durchmarsch der Franzosen, die sich von Ebermergen her in Bewegung setzten, zu widersetzen. Nach ungefähr dreißig Kanonenschüssen auf die Burg und der Drohung, dass die Harburg mit Haubitzen, die schon bis Ebermergen hergeführt worden waren, in Brand geschossen und dann die Besatzung niedergemacht werden sollte, kapitulierten endlich die Österreicher und wurden zu Kriegsgefangenen erklärt. Während und nach der Beschießung der Harburg plünderten französische Soldaten im Markt und fügten vielen Bürgern bedeutenden Schaden zu. Da die Sache aber doch noch verhältnismäßig glimpflich abgegangen war, wird bis heute das Bockfest in Harburg gefeiert.
In den 1940er Jahren befand sich auf der Harburg das Wehrertüchtigungslager II/36 der Hitlerjugend.
Unter der Burg führt seit den 1950er Jahren die B 25 durch einen Tunnel. Während der Bauarbeiten in den Jahren 1955 bis 1957 erschütterten 15.000 Sprengungen den Felsen. Seit dem Jahre 2000 gehört die Harburg der Gemeinnützigen Fürst zu Oettingen-Wallerstein Kulturstiftung.

### Restaurierungen

#### Saalbau und Faulturm

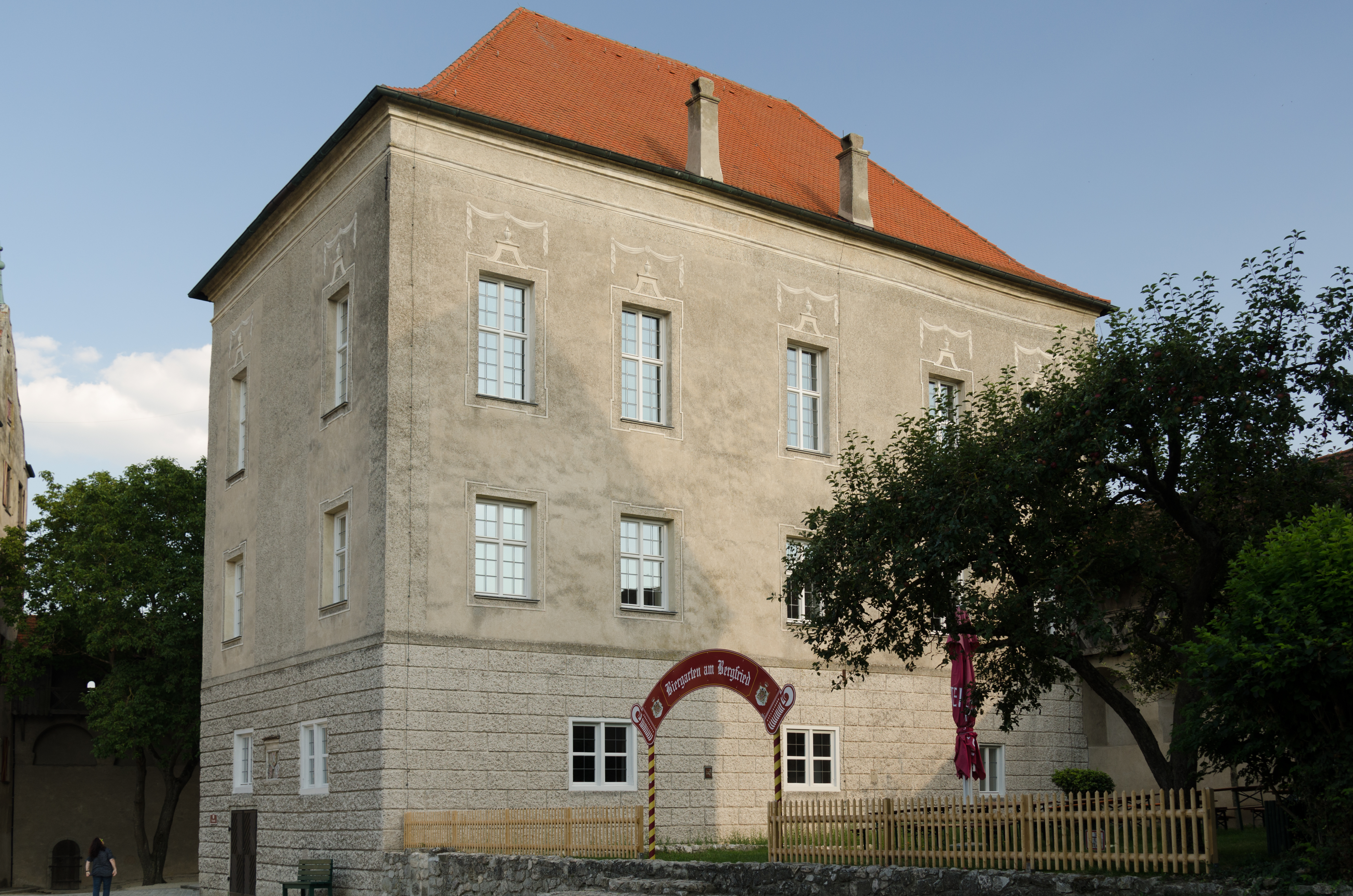
Der Saalbau

Von 2010 bis 2013 wurde durch Unterstützung der Deutschen Stiftung Denkmalschutz der Saalbau mit dem danebenstehenden Faulturm restauriert. Der Saalbau war an der Südseite konstruktiv gefährdet und an den Traufen waren die Dachstuhlbereiche zerstört. Die Giebelsysteme des Walmdachstuhls und die Decken wiesen ebenfalls konstruktive Mängel auf. Darüber hinaus waren Schwamm- und Insektenbefall festzustellen. Die westliche Außenmauer war an der Traufe bereits stark ausgebaucht, weil der Dachstuhl sich über die Außenwand schob. Im gesamten Gebäude band der Mauermörtel kaum mehr, und die schwachen Saalwände waren nur unzureichend ausgesteift. Im Inneren des Festsaales wurden die mit Stuck versehenen Decken aufwendig restauriert und das bauzeitliche Versailler Tafelparkett im Festsaal wieder eingebaut. Nach der Restaurierung kann der Saalbau für öffentliche Veranstaltungen genutzt werden.

#### Anbau Weißer Turm

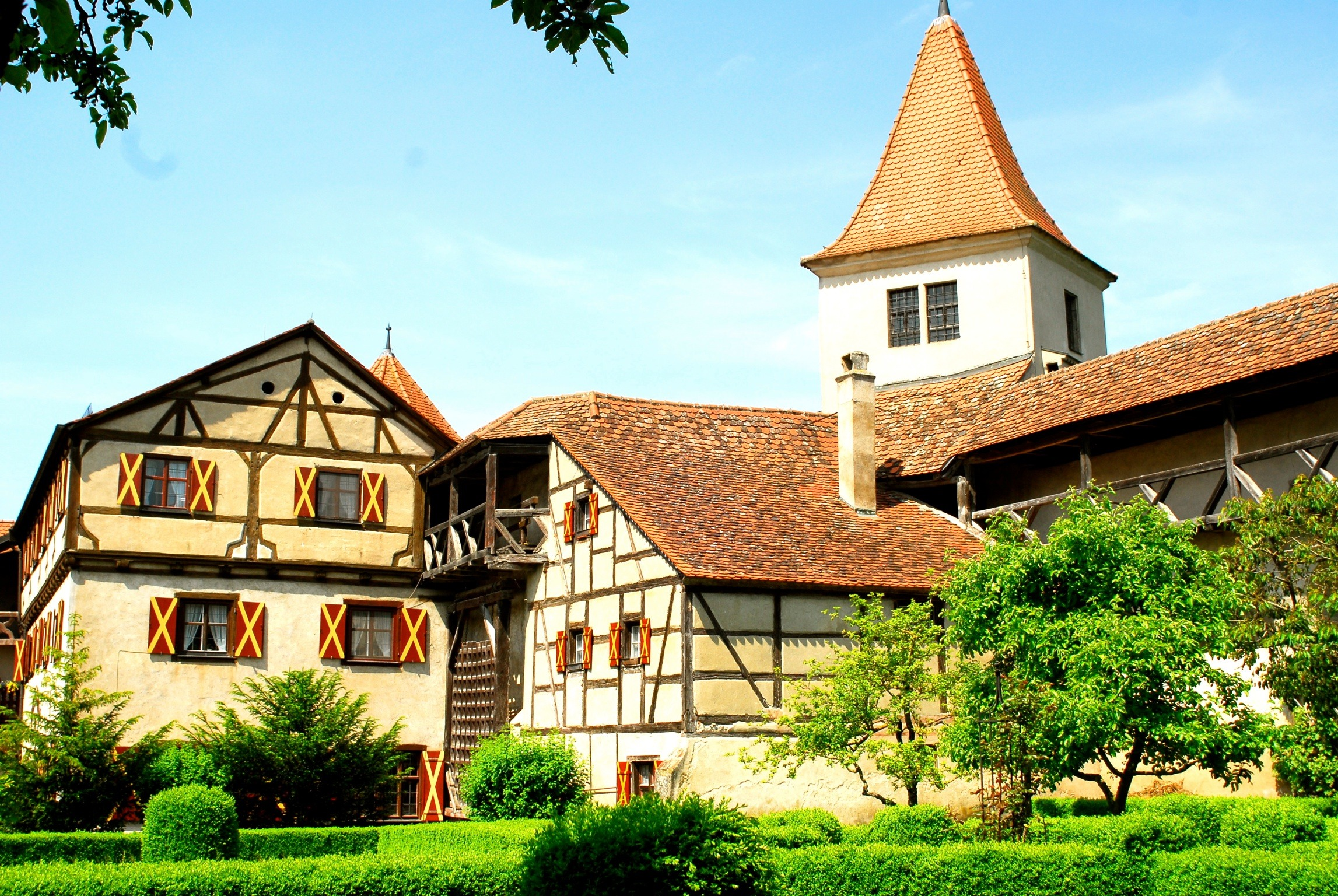
In der Mitte das restaurierte Turmknechtshaus. Daneben, rechts, der Weiße Turm

2023/24 erfolgte die Sanierung des Turmknechtshauses, einem Anbau an den Weißen Turm innerhalb der Hauptburg.
Das ursprünglich um 1780 errichtete Gebäude wurde in den 1920er Jahren für Wohnzwecke umgebaut. Während der  Baumaßnahmen wurde die Wohnbauelemente aus dem vorherigen Jahrhundert zurückgebaut und der frühere Zustand wiederhergestellt. So wurden unter anderem die Fenster rekonstruiert, um von außen den originalen Anblick zu erhalten. Daneben wurden Feuchtigkeitsschäden behoben und das beschädigte Fachwerk teilweise rekonstruiert.
Das Erd- und Obergeschoss hat nun durch die Restaurierung jeweils einen großen Ausstellungsraum mit einer Gesamtfläche von ca. 90 m² für Grafiken aus der Rudolf-Warnecke-Stiftung dienen. Durch die Installation einer Wärmepumpe sind die Räume beheizbar. Die Gesamtkosten der Sanierung beliefen sich auf rund eine halbe Million Euro. Ab März 2025 sind die Ausstellungsräume für Besucher geöffnet.

## Aufbau

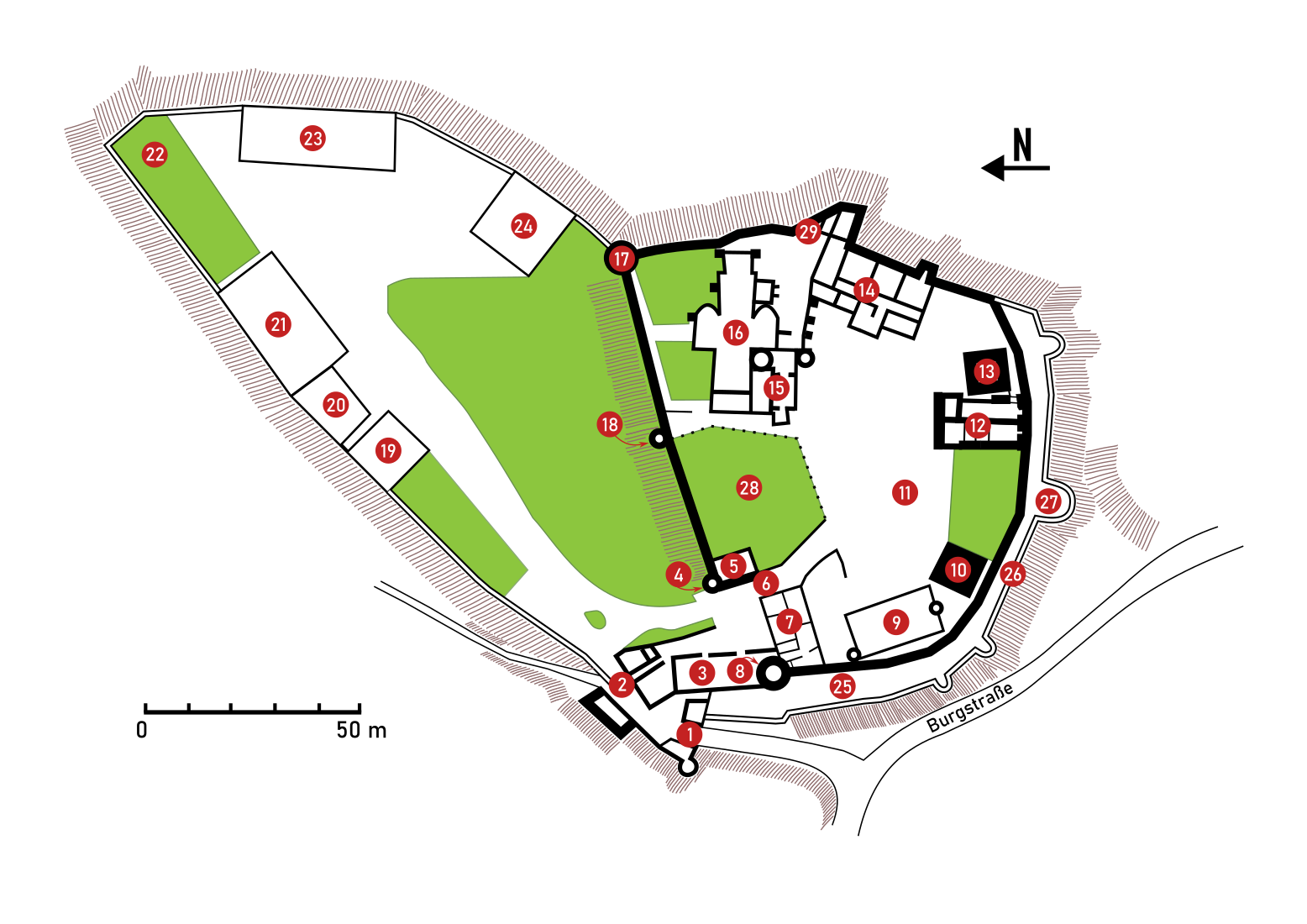
Plan: (1) Unteres Tor, (2) Inneres Tor, (3) Rote Stallungen, (4) Weißer Turm, (5) Turmknechtshaus, (6) Oberes Tor, (7) Burgvogtei: heute Burgschenke/Hotel, (8) Gefängnisturm, (9) Kastenbau, (10) Diebsturm/Bergfried, (11) Brunnen, (12) Saalbau, (13) Faulturm/Bergfried, (14) Fürstenbau/Palas, (15) Pfisterbau: heute Burgladen, (16) Schlosskirche St. Michael, (17) Glockenturm, (18) Wasserturm, (19) Amtspflegerhaus, (20) Stadel, (21) Zehntstadel, (22) Platz des 1873 abgebrannten Brauhauses (23) Ehemalige Mastviehstallungen, (24) Ehemaliges Amtshaus, (25) Zwinger, (26) Zwingermauer, (27) Bastion, (28) Schlossgarten, (29) Aussichtsplattform

In ihrer Form stellt die Harburg weitgehend einen Idealtypus einer mittelalterlichen Burganlage mit Aufbau in Haupt- und Vorburg dar. Sie zählt zu einer der besterhaltenen Burgen Süddeutschlands. Das Burgareal hat eine Länge von 220 Meter und eine Bereite von 120 Meter. In ihrer Ausdehnung übertrifft sie die größte deutsche staufische Kaiserpfalz in Wimpfen. Mit dieser ist die Harburg auch am ehesten vergleichbar.

### Bestandteile der Vorburg
Durch insgesamt drei Tore gelangt man in das Innere der Burg. Das Untere Tor kontrollierte mit einer Zugbrücke den Zugang zur Vorburg. Seit 1807 führt eine steinerne Brücke über den Graben. Das Tor hat eine spitzbogige Durchfahrt und darüber befindet sich ein barocker Zwiebelbaldachin mit oettingischem Wappen und der Inschrift „1594“. Danach folgt das Innere Tor. Dieses hat annähernd einen quadratischen Grundriss von etwa 6,8 m Seitenlänge und stammt aus der Stauferzeit, da es bis zu einer Höhe von 5,5 m bis 6 m aus Buckelquadern erbaut wurde. Diese verweisen auf das späte 12. bis in das mittlere 13. Jahrhundert. Das darüber liegende Obergeschoss mit Satteldach und Fachwerkgiebel auf der Nordseite wurde später aufgestockt. Das Innere Tor springt in voller Breite über die Mauer vor, die in der Flucht seiner Südwand nach Westen zieht und nach 7,5 m rechtwinklig umknickt, um so den Anschluss an die lange angriffsseitige Mauerfront zu gewinnen. Der Angreifer konnte somit bereits ein gutes Stück vor dem Tor von der Ringmauer oder dem nahegelegenen Turm aus effektiv beschossen werden. Das Innere Tor bildet zusammen mit dem Unteren Tor seit dem späten 15. Jahrhundert einen Torzwinger, in dem sich auch das Wachhaus des Torwächters befindet. In der anschließenden Vorburg befinden sich die Ökonomie- und Verwaltungsbauten. Auf der Nordseite bildet das Gelände einen Halsgraben.

Die Tore und Wappen
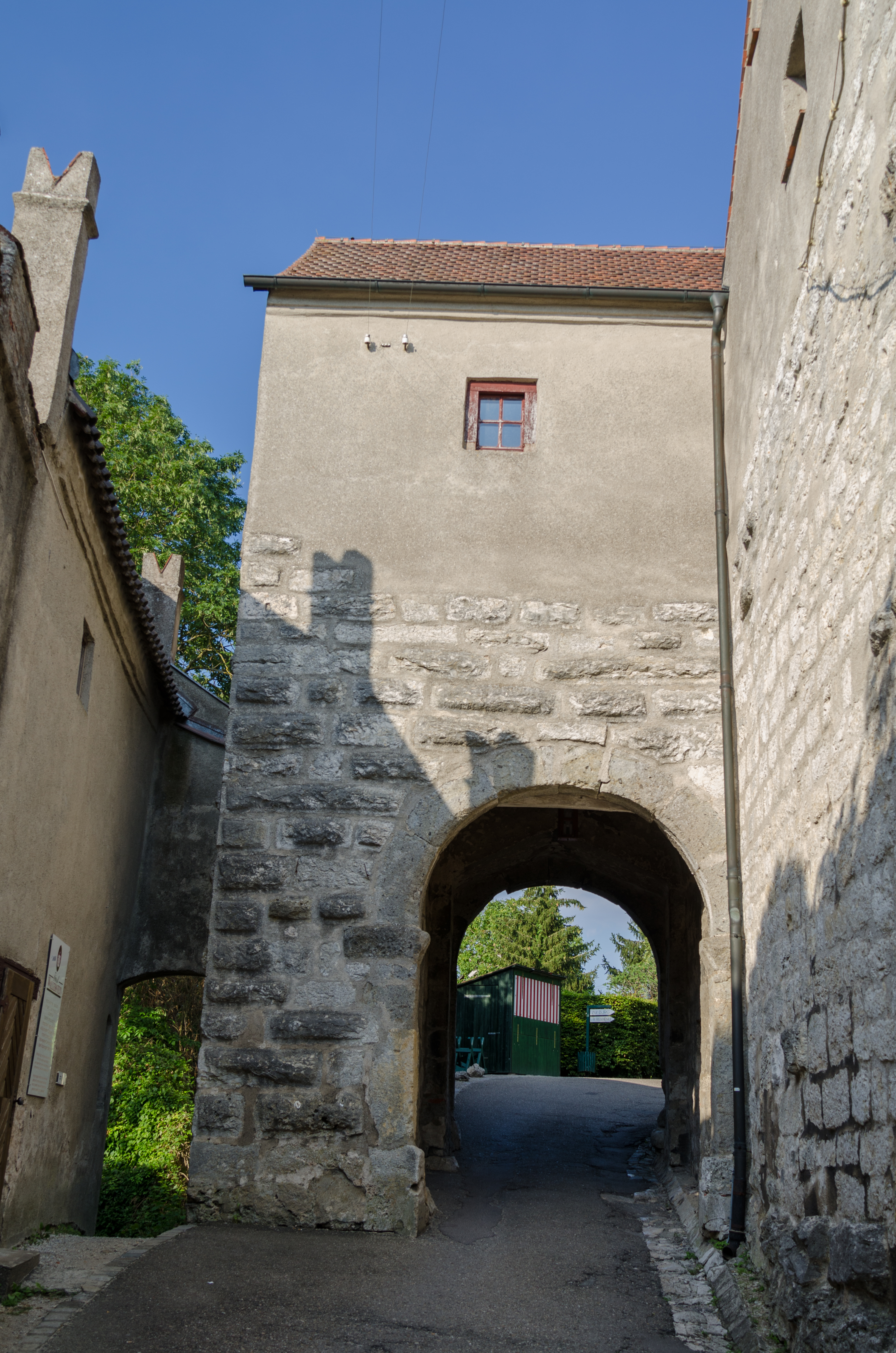
Inneres Tor
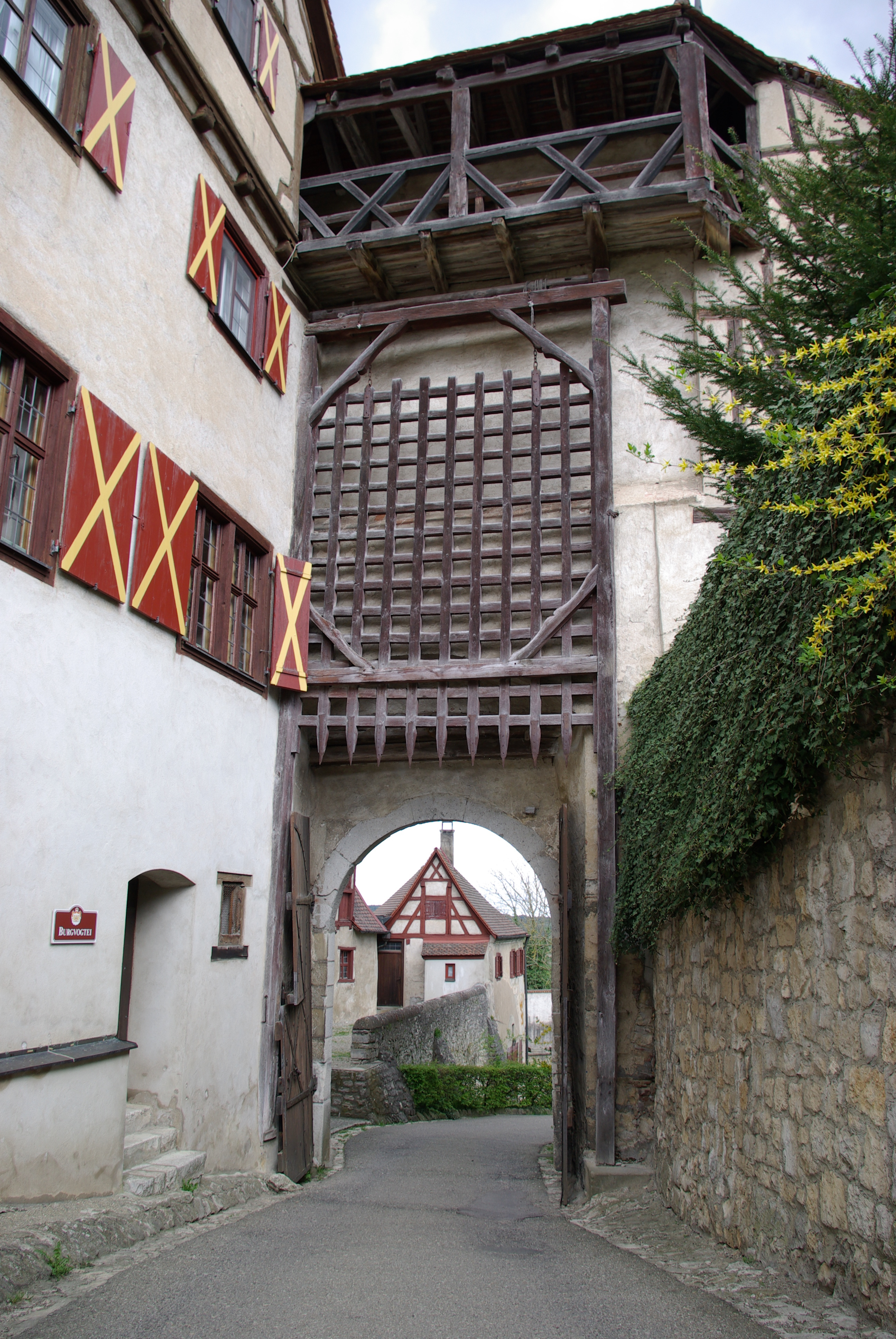
Oberes Tor
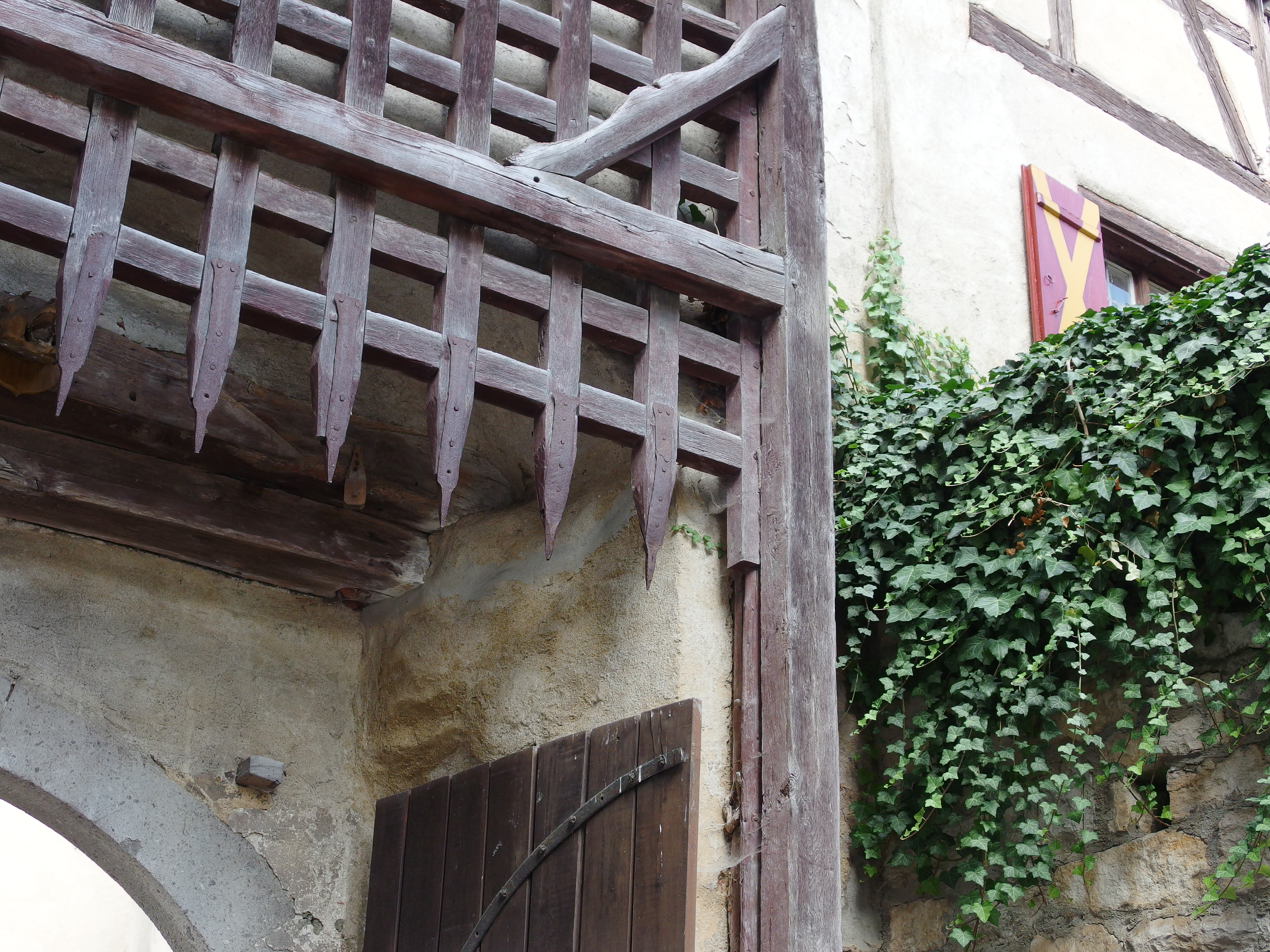
Fallgitter am Oberen Tor
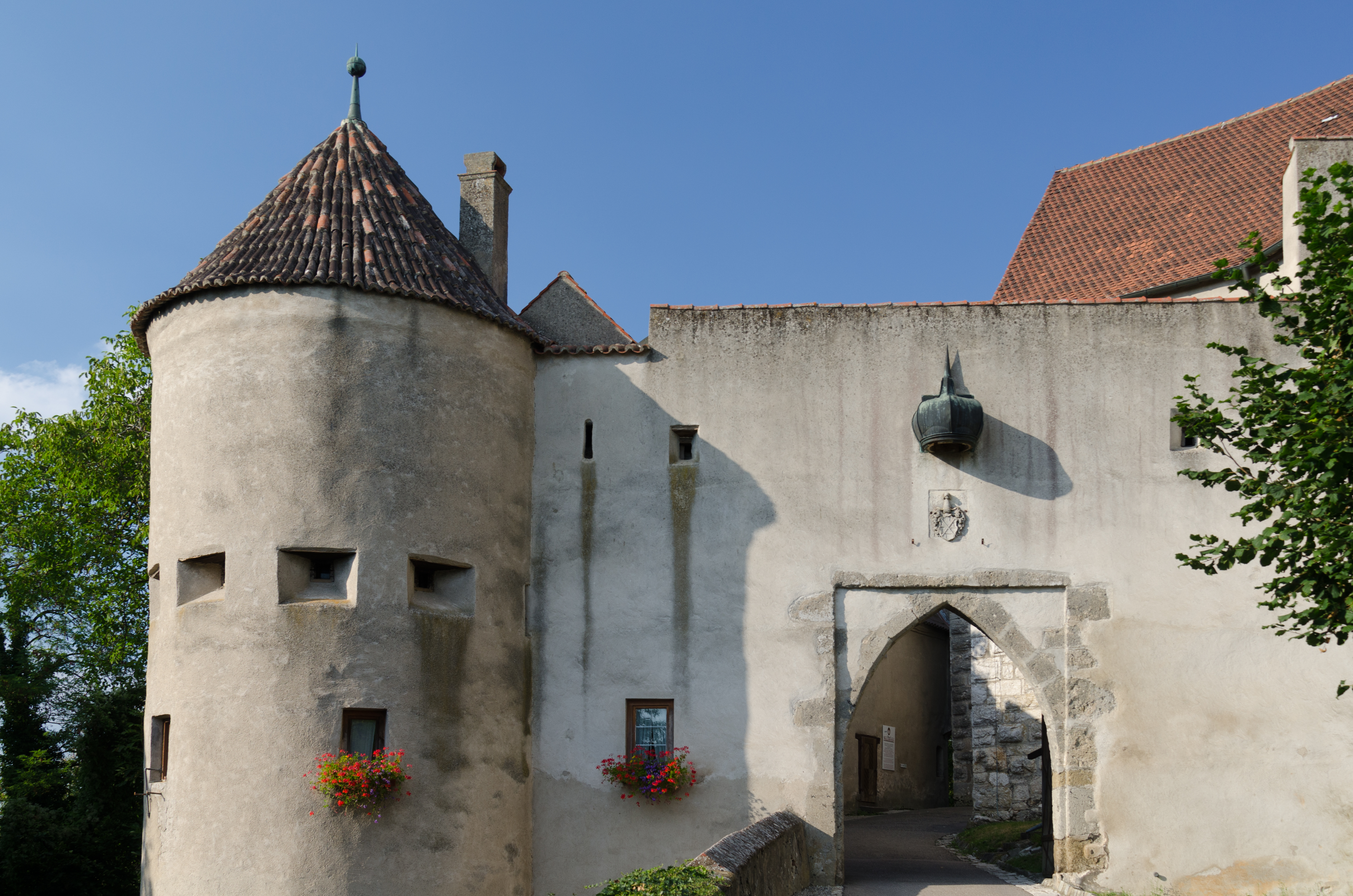
Unteres Tor
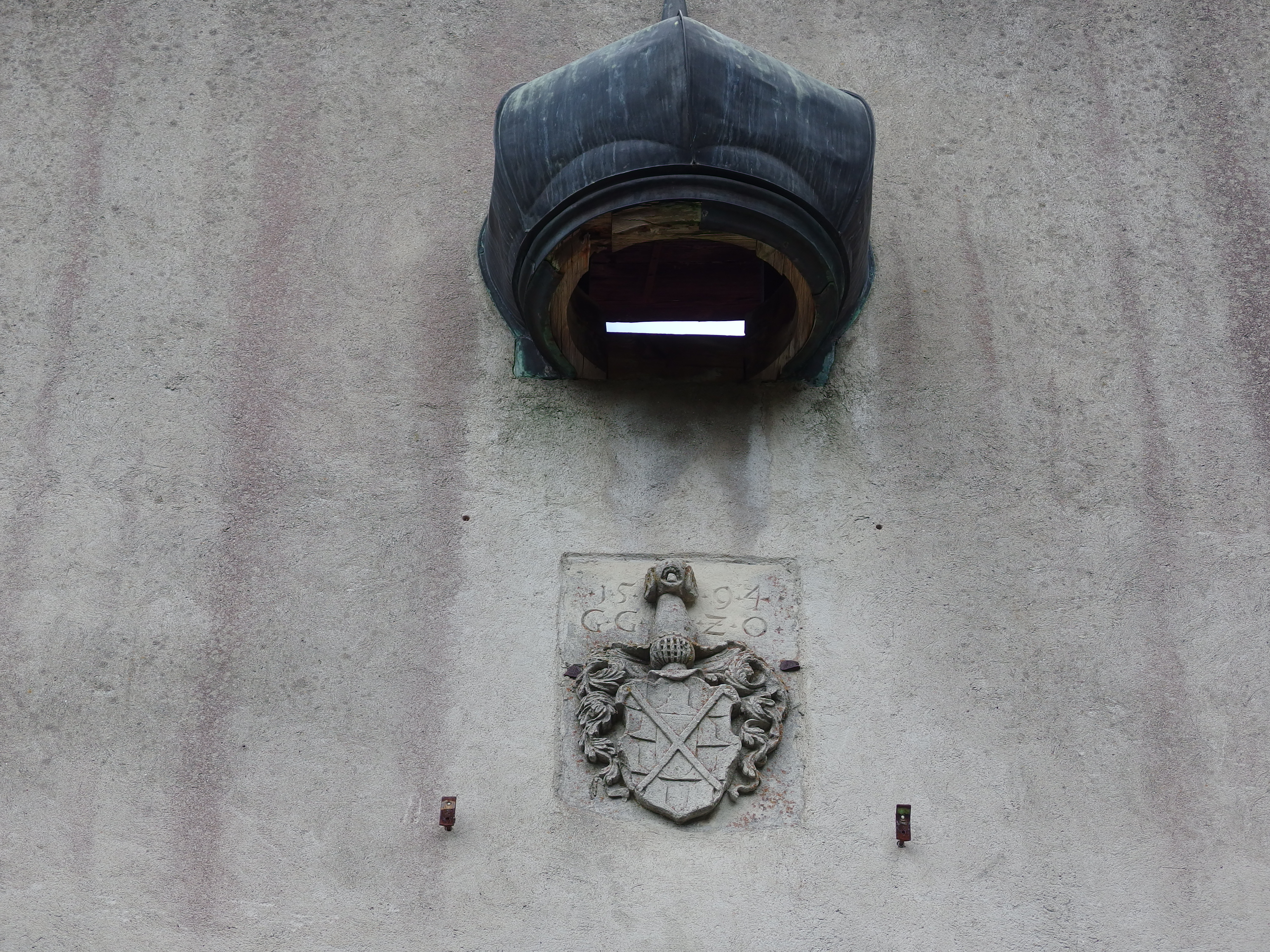
Wappen Graf Gottfried zu Oettingen, 1594[32], am Untern Tor
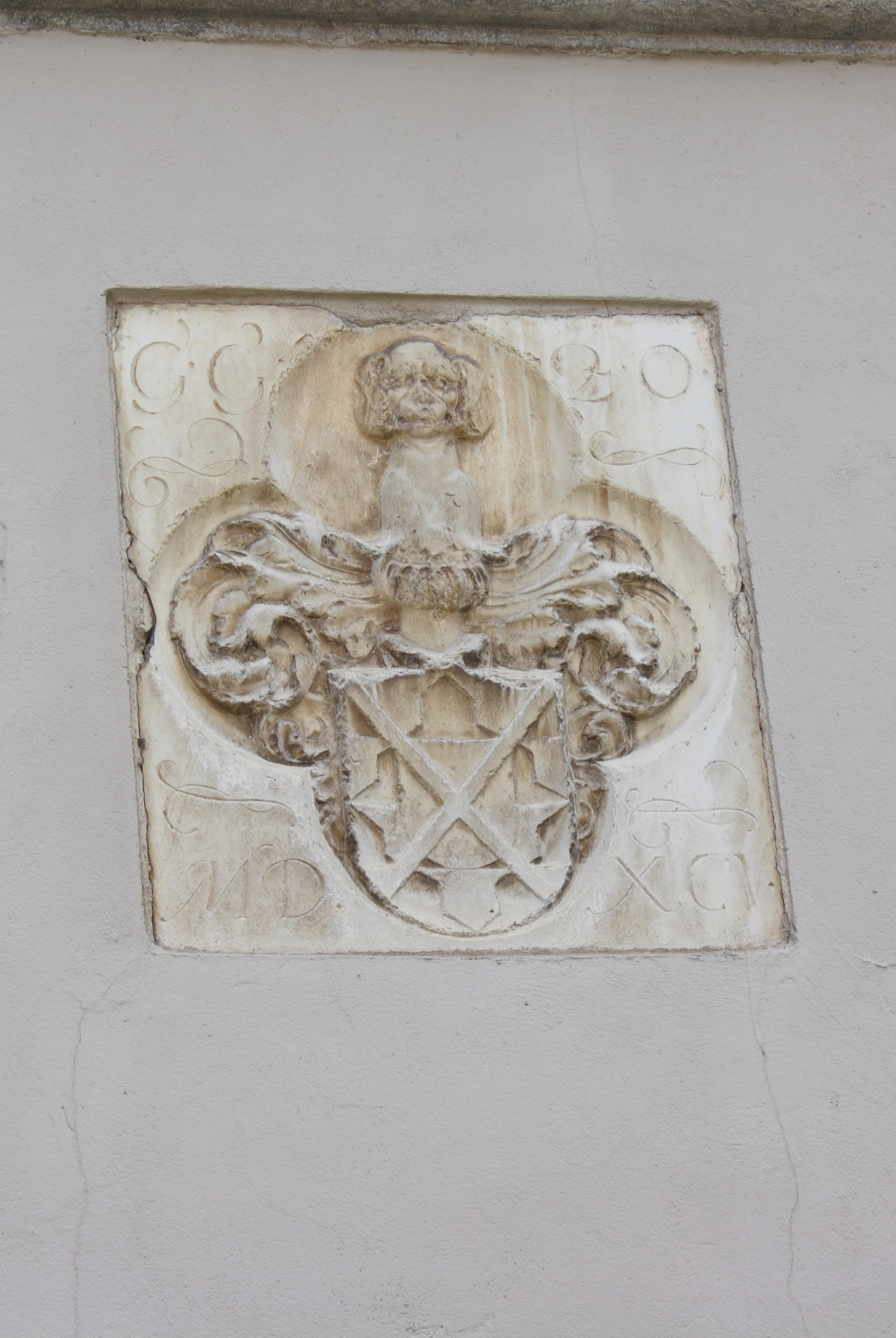
Wappen Graf Gottfried zu Oettingen, 1595[33], am Kastenbau
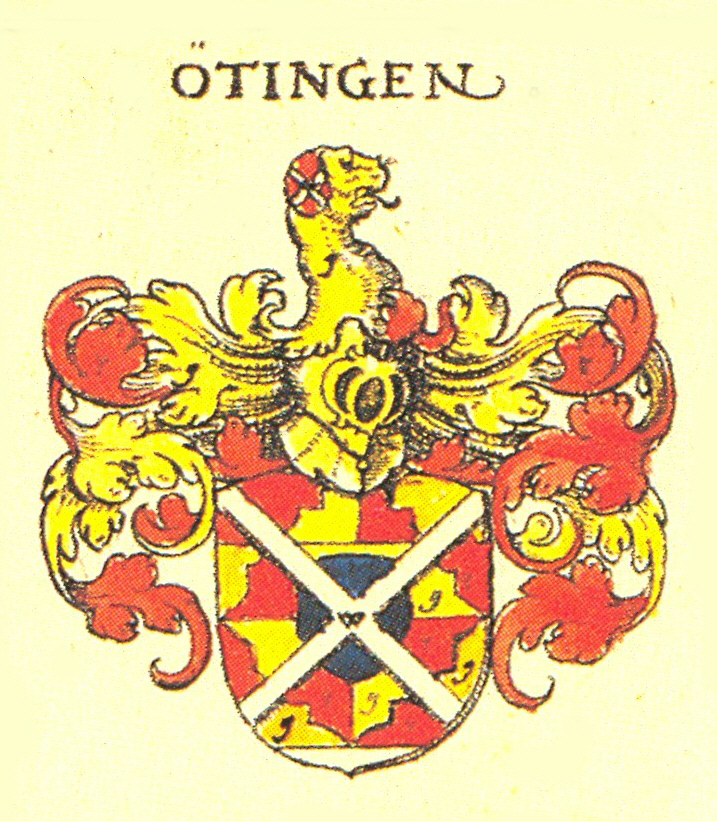
Wappen zu Oettingen

Zwischen dem Inneren und dem Oberen Tor befinden sich die Roten Stallungen. Sie bestehen aus einem eingeschossigen Satteldachbau mit drei Zwerchhäusern in Fachwerkbauweise und stammen aus dem 15. Jahrhundert. Sie sollen von Carl Spitzweg bei einem Besuch im Jahr 1858 skizziert worden sein. Auf dem nördlichen Gelände der Vorburg folgt das ehemalige Amtspflegerhaus, ein zweigeschossiger Satteldachbau mit Fachwerkgiebel und Aufzugsöffnungen. Es wurde im Jahr 1744 erbaut. Daneben schließt der ehemalige Zehentstadel an, der als Satteldachbau mit gestuftem Giebelaufsatz und Aufzugsluken im Jahr 1679 errichtet wurde. Im östlichen Teil der Vorburg folgen die ehemaligen Mastviehstallungen, ein zweigeschossiger Walmdachbau mit Gurtgesims und korbbogigen Eingängen, der im Jahr 1694 erbaut wurde. Daneben steht das ehemalige Amtshaus. Nicht mehr erhalten ist das im Jahr 1748 errichtete Brauhaus, das sich rechts neben dem Zehentstadel befand und 1873 abbrannte.

Gebäude der Vorburg
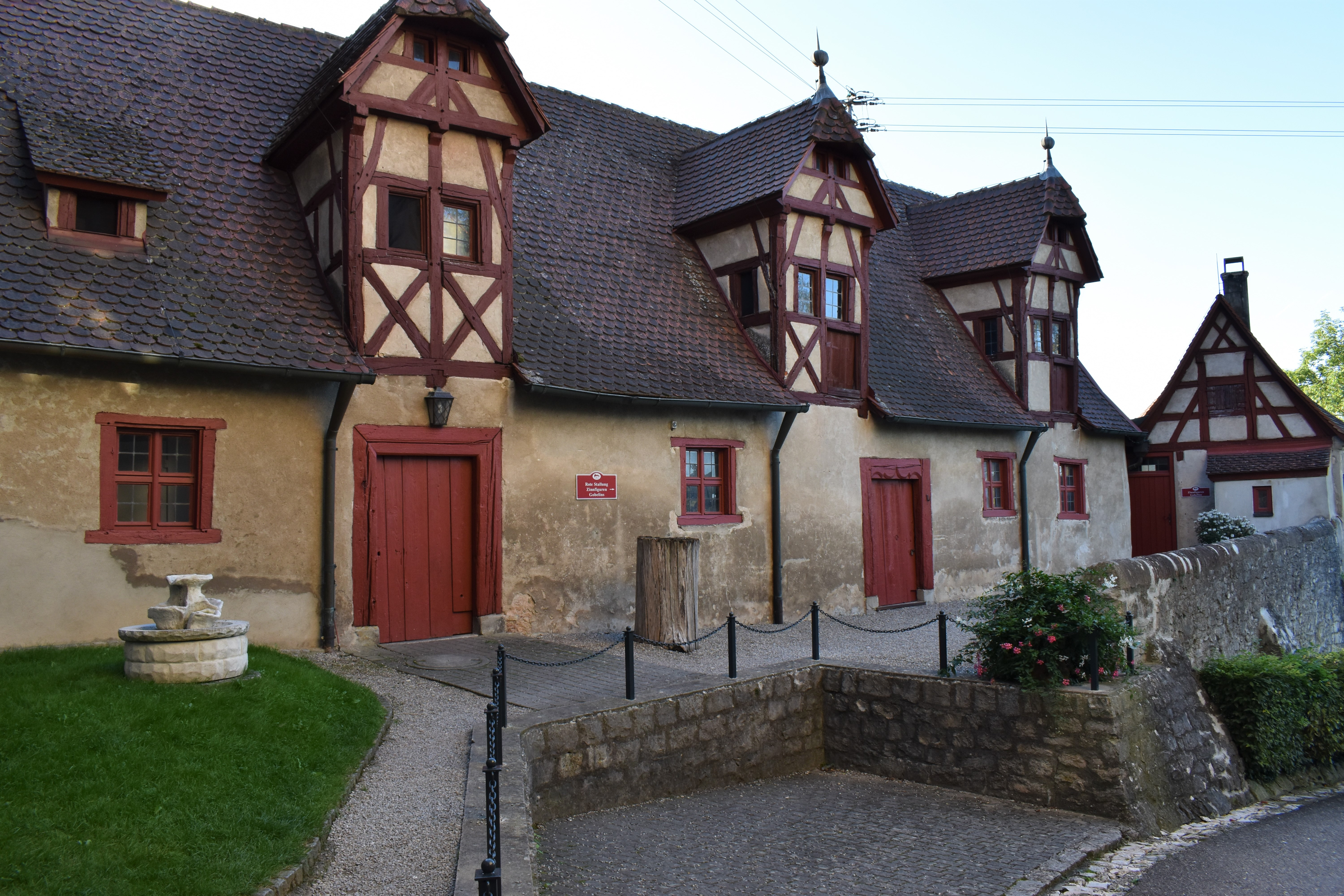
Rote Stallungen
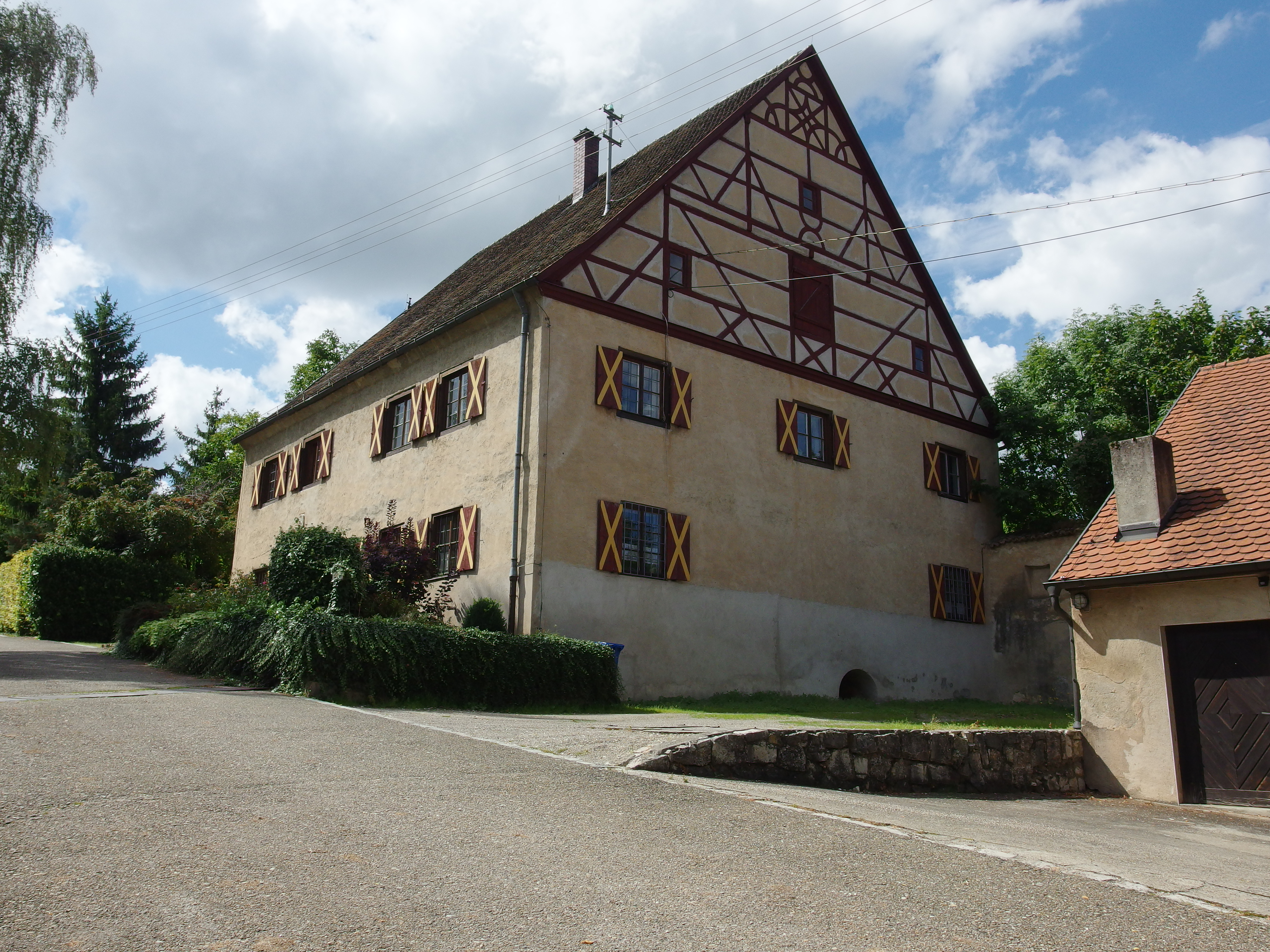
Amtspflegerhaus
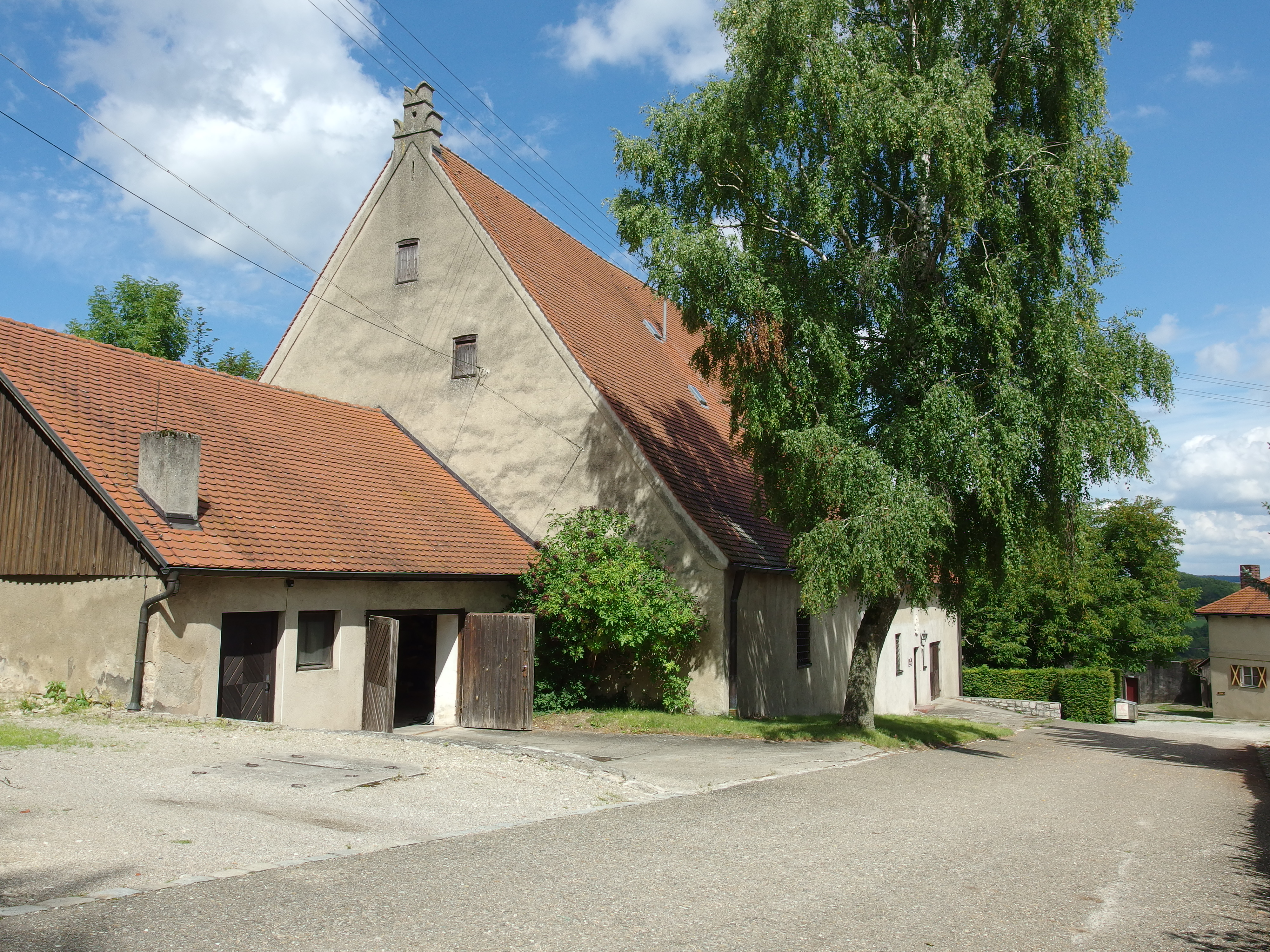
Zehentstadel
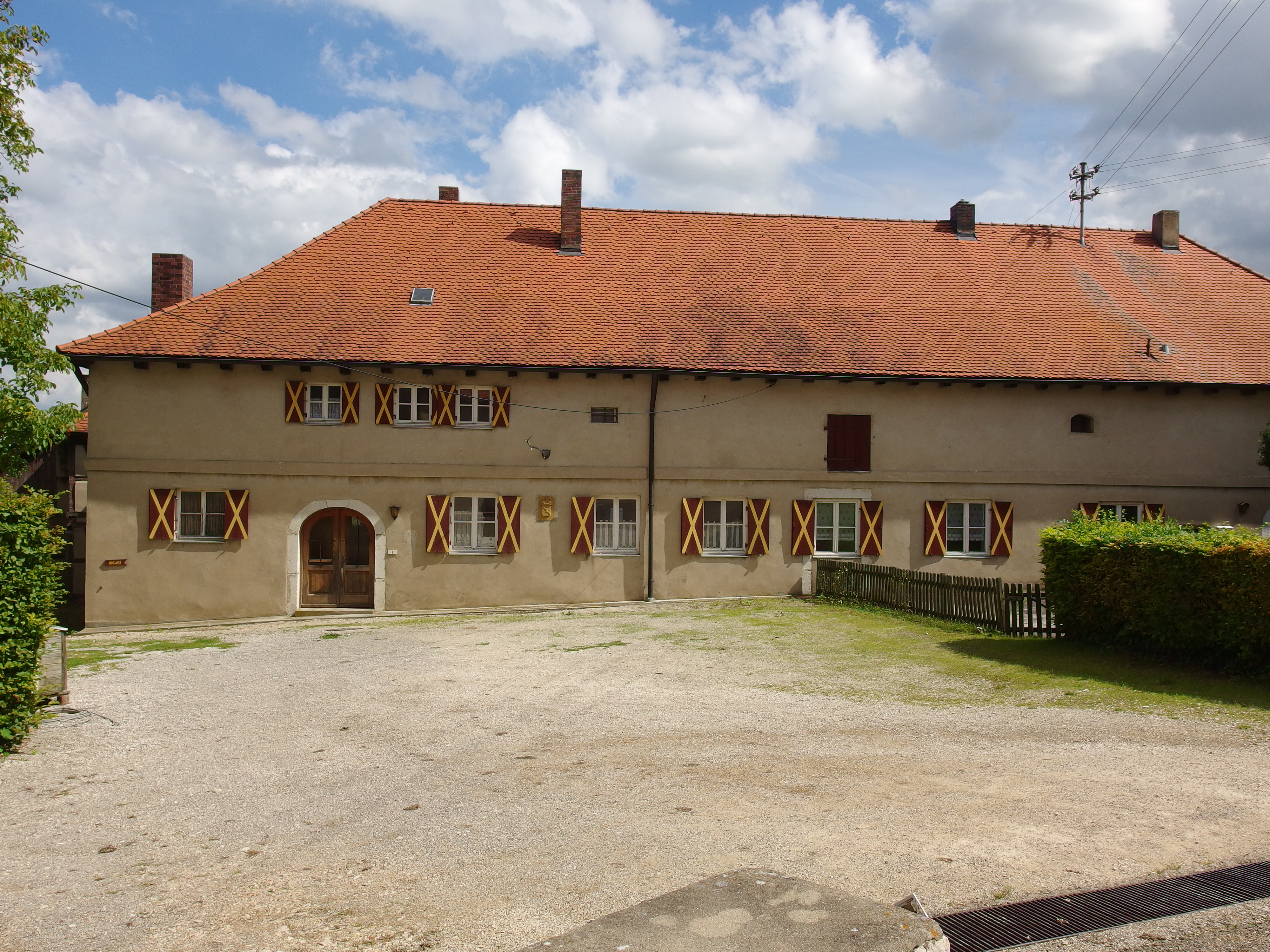
Ehemalige Mastviehstallungen

### Bestandteile der Hauptburg
Die Kernburg wird von einem Mauerring mit sechs Türmen umschlossen, der zum ältesten Baubestand zählt. Sie umfasst die Vogtei, das Kastenhaus, die beiden Bergfriede, den Palas (Fürstenbau), den Saalbau, den Pfisterbau, den Ziehbrunnen und die Schlosskirche mit der Gruftkapelle.

#### Obere Tor
Die Hauptburg erreicht man durch das Obere Tor, das mit einem Fallgitter mit eisenbeschlagenen Spitzen auf der Innenseite versehen ist. Es wurde 1752 von Johan Michael Vogt als Ersatz für das defekte Vorgängermodell gezimmert; seine Maße belaufen sich auf 2,50 × 5,00 m. Es konnte in zwei seitlichen Führungen gleitend an Ketten aufgezogen und bei Gefahr herabgelassen werden.

#### Wehrgang und Zwinger
Der im 15. Jahrhundert errichtete gedeckte Wehrgang diente zur Verteidigung der Anlage. Die dem Plateau zugewandte Seite der Burg war für Angriffe am anfälligsten. Dort waren die Mauern besonders stark. Zusätzlich wurde an dieser Stelle die Burg durch einen Zwinger mit halbrunden Mauertürmen, sogenannten Bastionen, geschützt.

In der Wehrmauer gibt es Schießscharten, Schüttlöcher und Kugelscharten. An den Schießscharten ist ein Prellholz zum Einhängen von Hakenbüchsen befestigt. Durch die Schüttlöcher, die nach unten zeigen, konnte Brennkalk oder Pech geschüttet werden. Die ins Mauerwerk eingebauten Kugelscharten enthalten bewegliche, durchbohrte Holzkugeln, die „Holzaugen“ genannt werden.

Verteidigungsanlagen
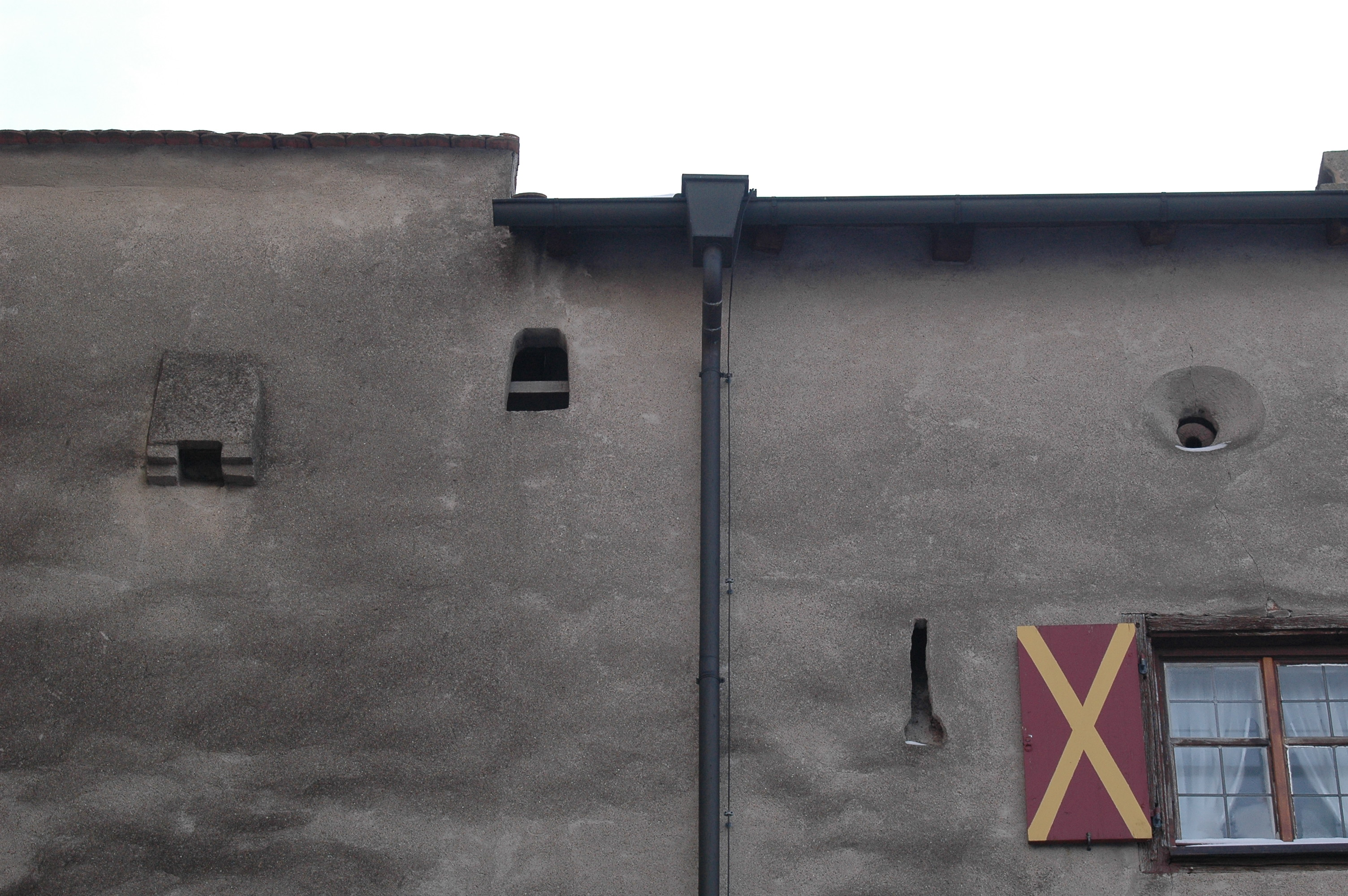
Abwehreinrichtungen am Oberen Tor
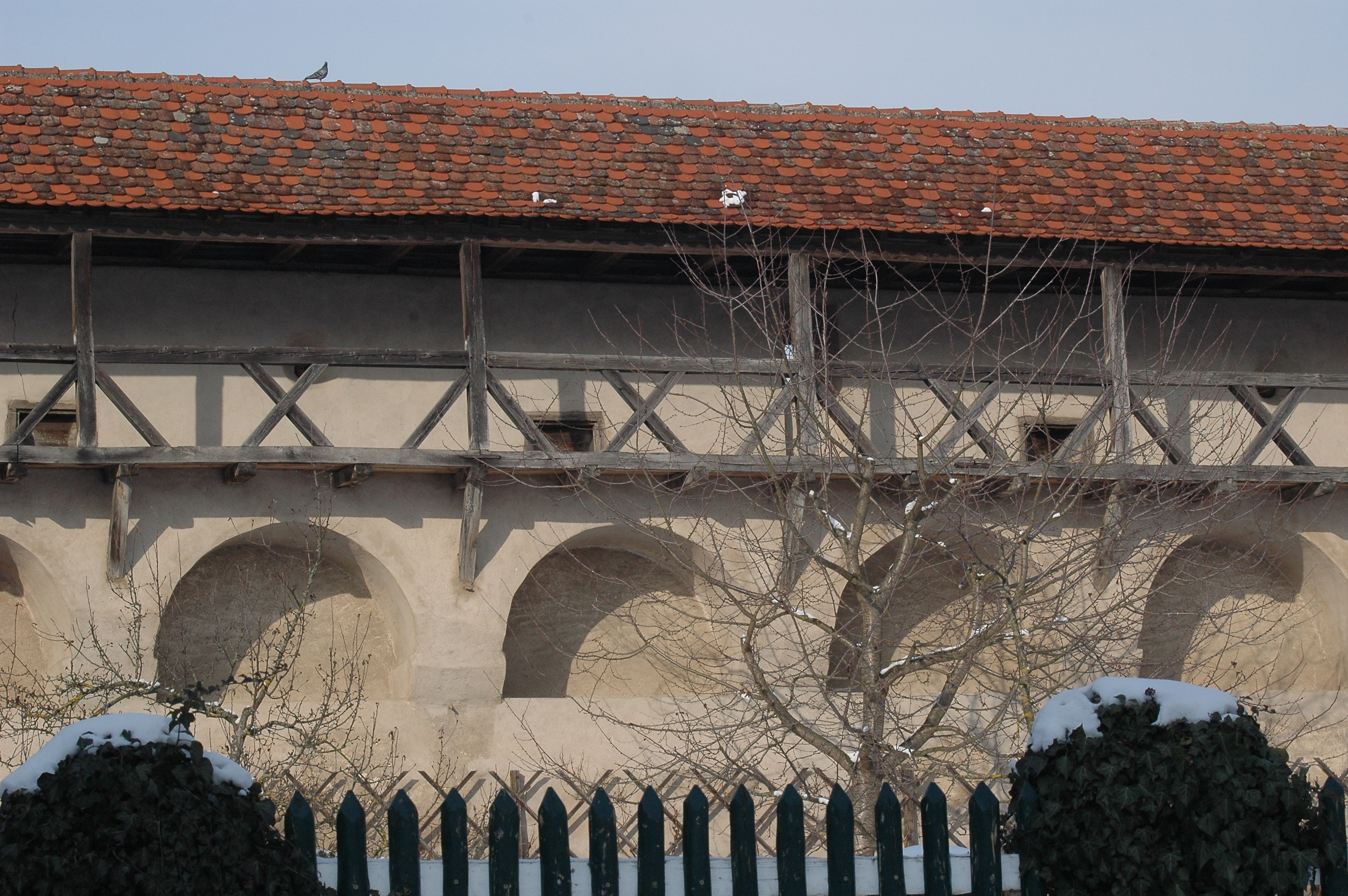
Der Wehrgang
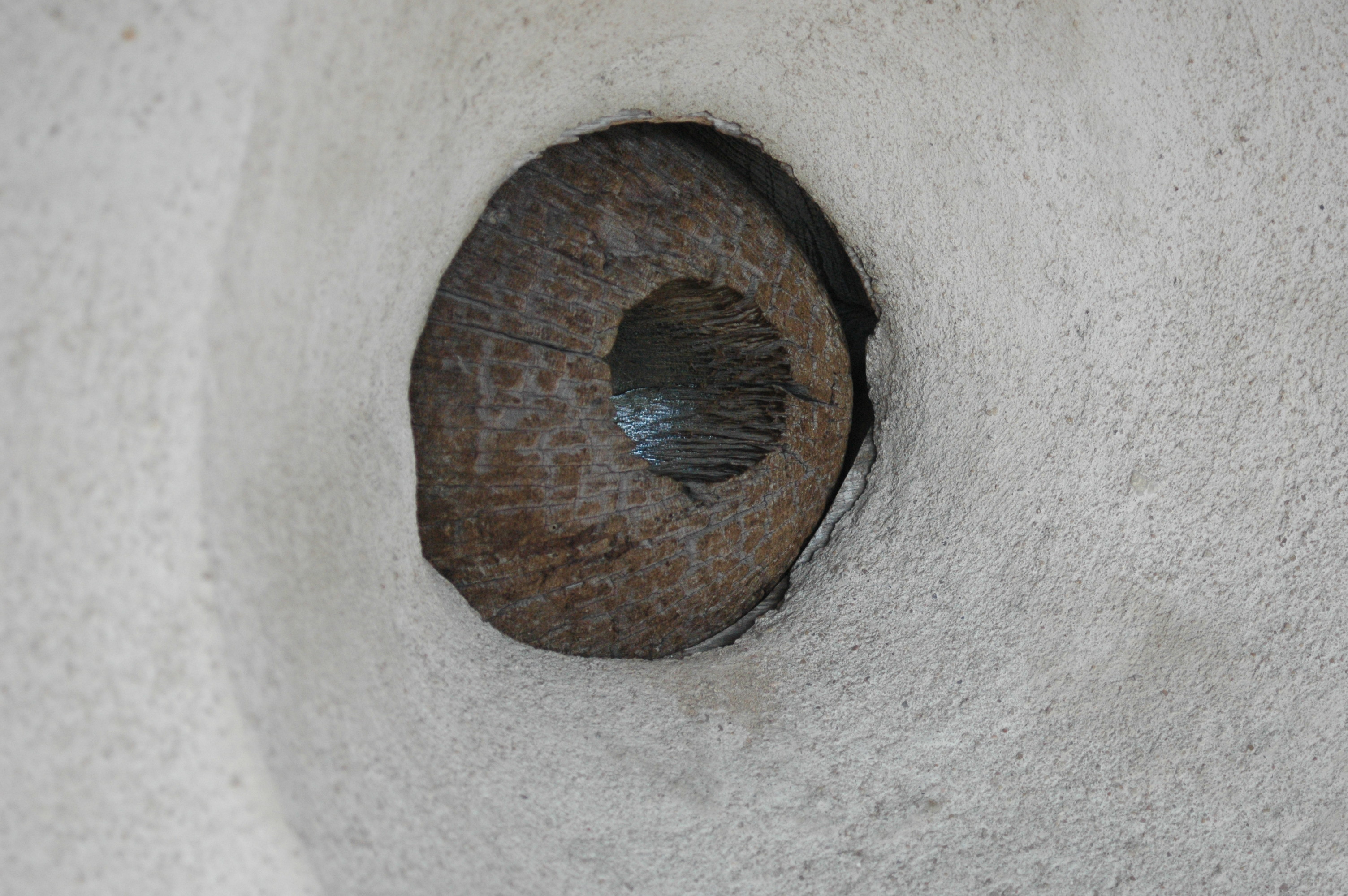
Ein Holzauge
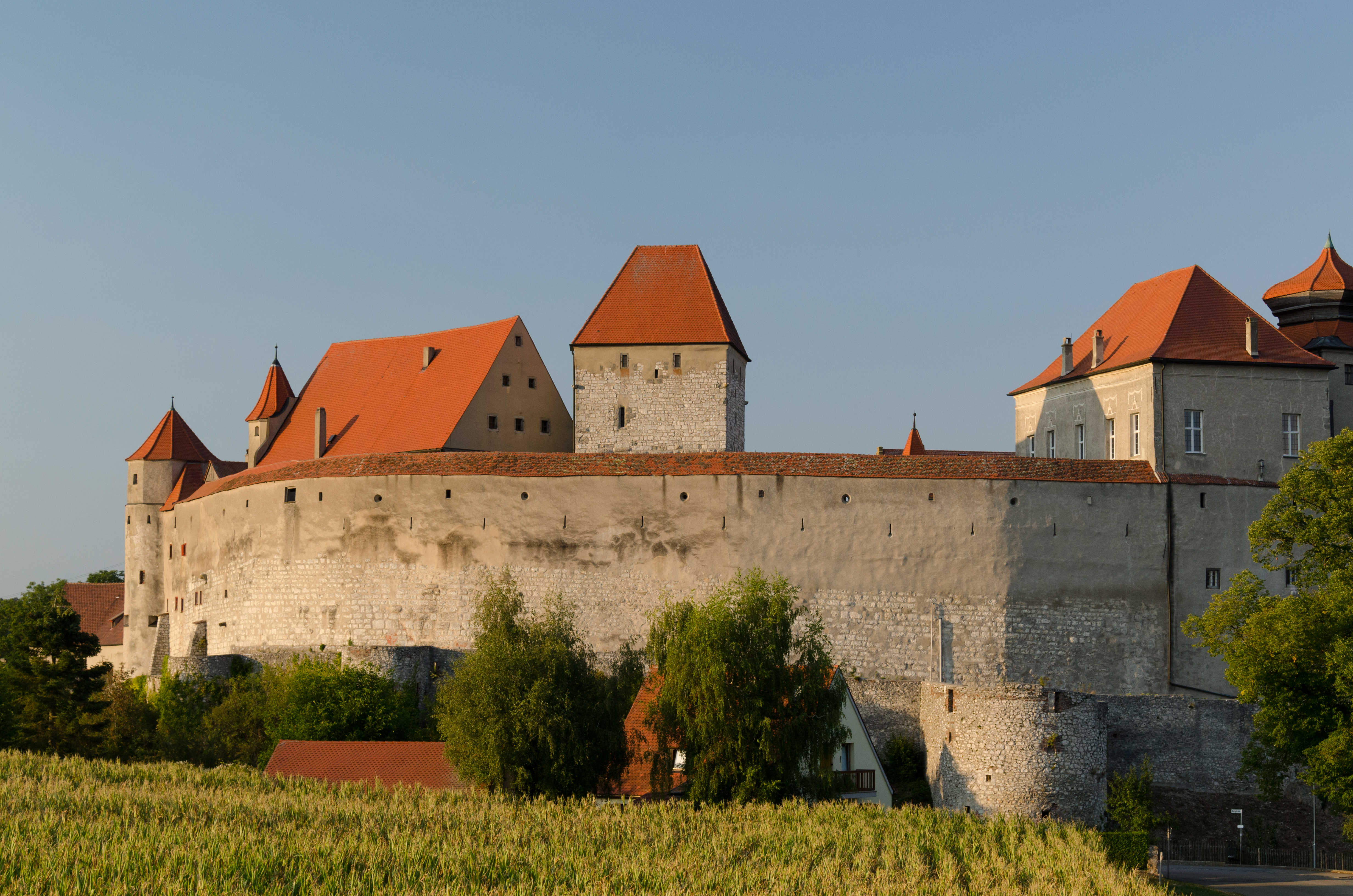
Ansicht von Südwesten mit Bastionen

#### Brunnen/Wasserversorgung
Auf der Harburg befindet sich ein Burgbrunnen, der einst eine Tiefe von 129 Metern aufwies und bis auf den Wörnitzspiegel gereicht haben soll. Über eine halbe Stunde musste man das danebenstehende Tretrad betätigen, um einen Eimer Wasser nach oben zu ziehen. Der Brunnen ist heute nur noch 48 Meter tief. Es wurde bislang vermutet, dass der Brunnen im Zuge der Tunnelbaumaßnahmen zwischen 1955 und 1957 eingestürzt sei, da zu dieser Zeit fast 15.000 Sprengungen den Fels erschütterten. Mittlerweile weiß man, dass der Brunnen schon früher eingestürzt ist. 1955 hat der Ingenieur Leopold Müller vor Beginn der Tunnelarbeiten am Burgtunnel den Brunnenschacht befahren und den Einsturz dokumentiert. Eine entnommene Gesteinsprobe unterhalb der Tunnelsohle weist auf zerrüttetes Material hin, wodurch vermutlich auch die Standfestigkeit des Schachts beeinträchtigt war.
Lange Zeit glaubte man auch, dass der Burgtunnel durch den Brunnen verläuft und dieser während des Baus des Burgtunnels einfach „durchschnitten“ wurde. Auf Luftbildaufnahmen kann man jedoch deutlich erkennen, dass der Abstand zwischen Tunnelröhre und Brunnen fast 50 Meter beträgt und somit der Brunnen nicht durchschnitten wurde. Unbestätigten Berichten nach wurde der Brunnen vielmehr bei Renovierungsarbeiten in der Vergangenheit mit Bauschutt aufgefüllt.
Die Burg verfügte zudem über eine weitere Wasserversorgung, welche vom Hühnerberg kommend, unterhalb des Fuchslochs verläuft und mit dem natürlichen Wasserdruck bis in die Vorburg gereicht haben soll.

#### Bergfriede

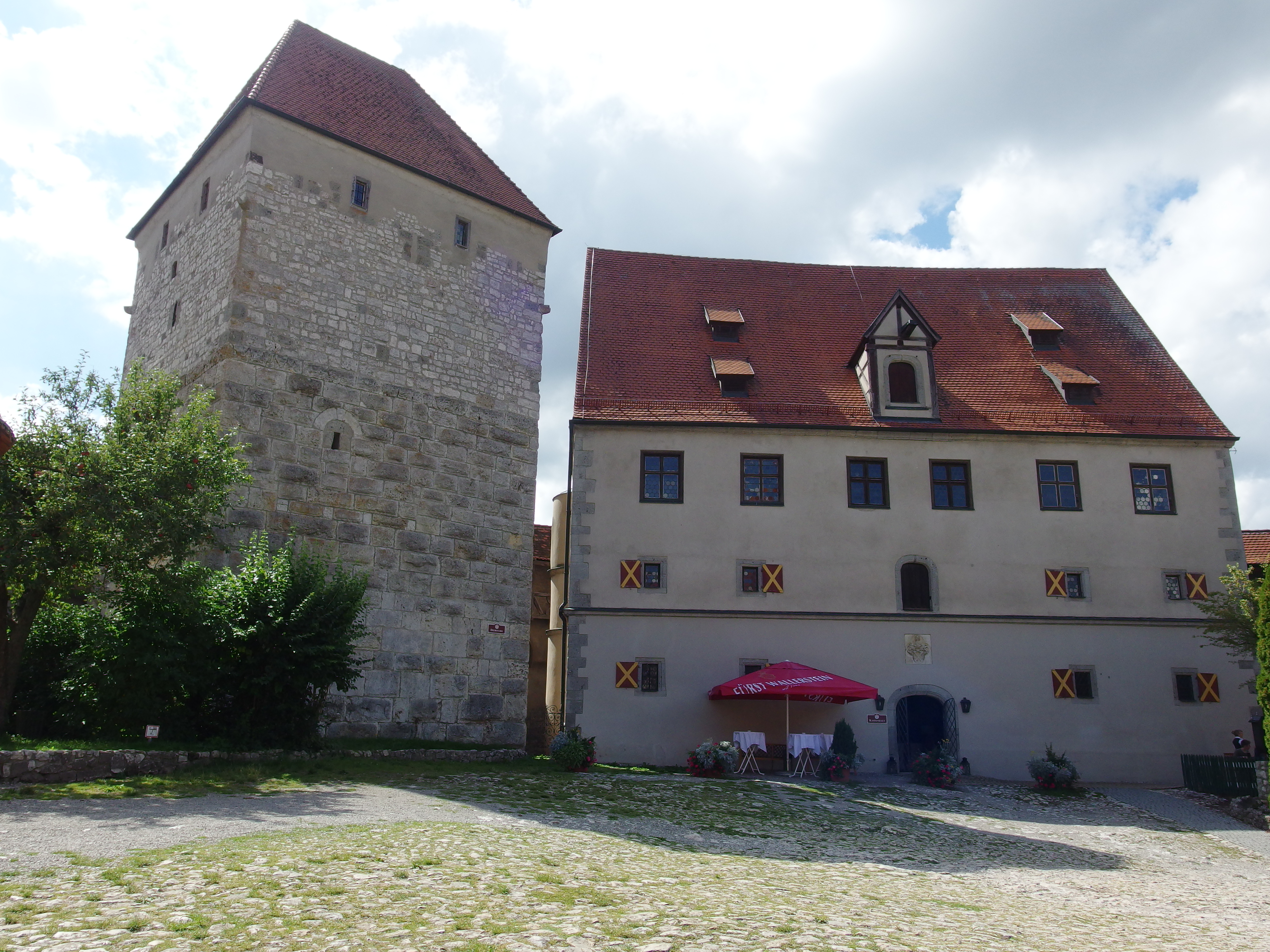
Diebsturm und Kastenhaus

Auf der Harburg gab es zwei Bergfriede, den „Diebsturm“ und den „Faulturm“. Sie gehören zu den ältesten Gebäuden auf der Harburg und stammen aus dem 12. Jahrhundert bzw. 13. Jahrhundert. Ursprünglich war der Bergfried als letzte Zufluchtsstätte für die Bewohner der angegriffenen Burg vorgesehen, wenn die Feinde schon in die Burg eingedrungen waren. Außerdem sollten die beiden Bergfriede die Angriffsseite der Ringmauer als massive Wehrtürme besser schützen.

##### Diebsturm

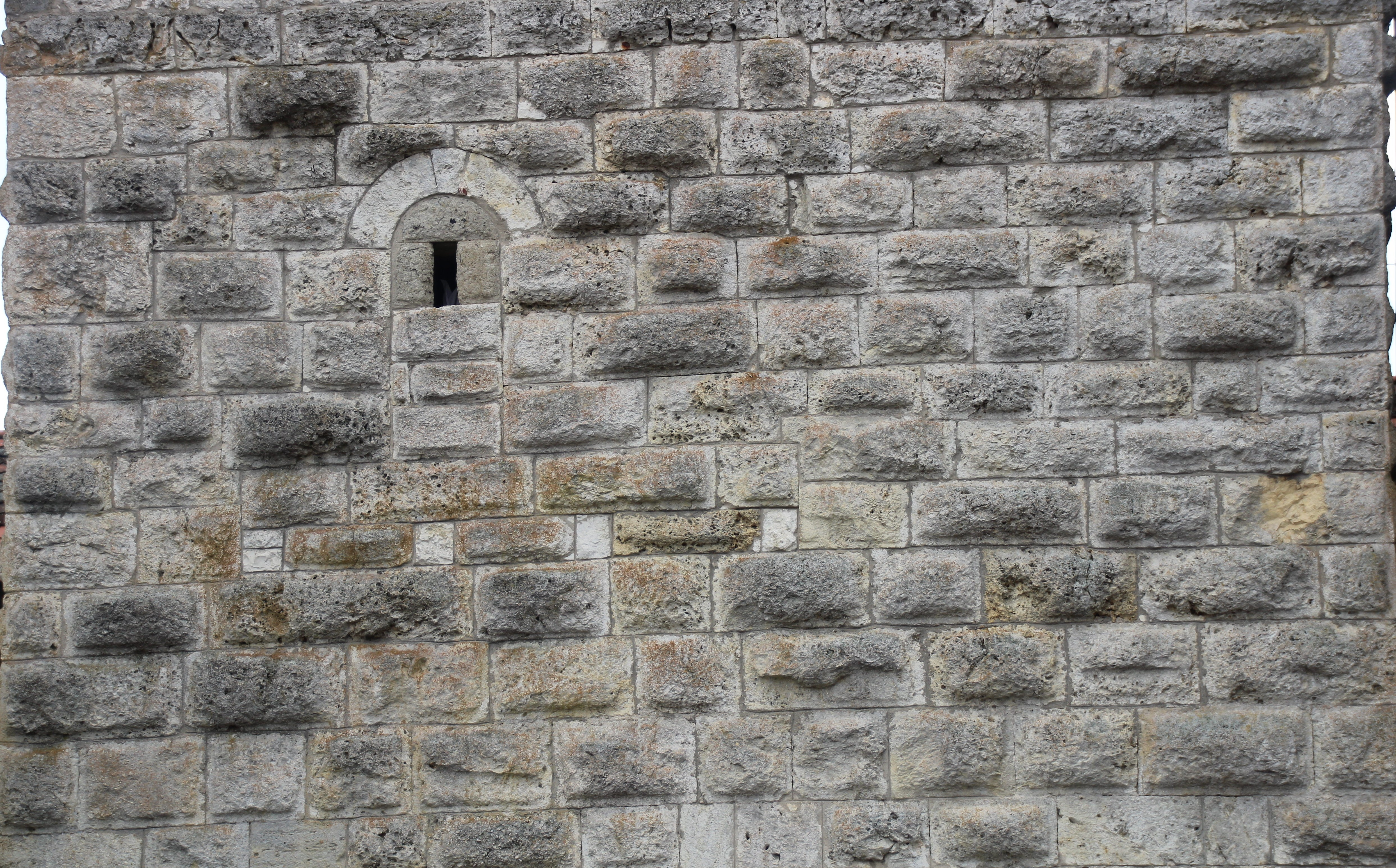
Buckelquader am Diebsturm. Links ist der später zugemauerte ehemalige Eingang zu erkennen.

Der ältere, westliche Bergfried, der Diebsturm, ist aus diesem Grunde sehr hoch und sehr dick. Seine Mauern haben unten eine Stärke von drei Metern. Sie bestehen zur Hälfte der Höhe aus Buckelquadern mit einer Höhe von 40 bis zu 80 cm und einer Länge bis zu 160 cm. Die massiven Weißjuraquader gehören in die erste Generation von Buckelquadern und somit in die zweite Hälfte des 12. Jahrhunderts, da sie einen schmalen Randschlag und wenig überarbeiten Buckel aufweisen. Der Turm wurde auf einer quadratischen Grundfläche von 9,5 m Seitenlänge errichtet und hat eine Höhe von 16 m. Der Eingang zum Diebsturm lag früher fünf Meter über dem Boden im ersten Stock auf der dem Feind abgekehrten Hofseite. Man konnte nur mit einer Leiter in den Bergfried gelangen. Der Bergfried wurde aber nicht nur für die Verteidigung verwendet, durch ein Loch im ersten Stock wurden im Diebsturm Vorräte mit einer Winde neun Meter nach unten gelassen. Dieser Keller war ein wichtiger Lagerraum, da es innerhalb der drei Meter dicken Mauern immer kühl war. Später wurde er als Verließ genutzt, in das Gefangene durch das „Angstloch“ hinunter gelassen werden konnten. Im dritten Geschoss des Diebsturms gibt es zwei Folterkammern. In der Schwitzkammer konnte man es sehr heiß werden lassen und daneben gibt es noch die Dunkelkammer, um den Gefangen bei der Peinlichen Befragung zu einem Geständnis zu bewegen.

##### Faulturm

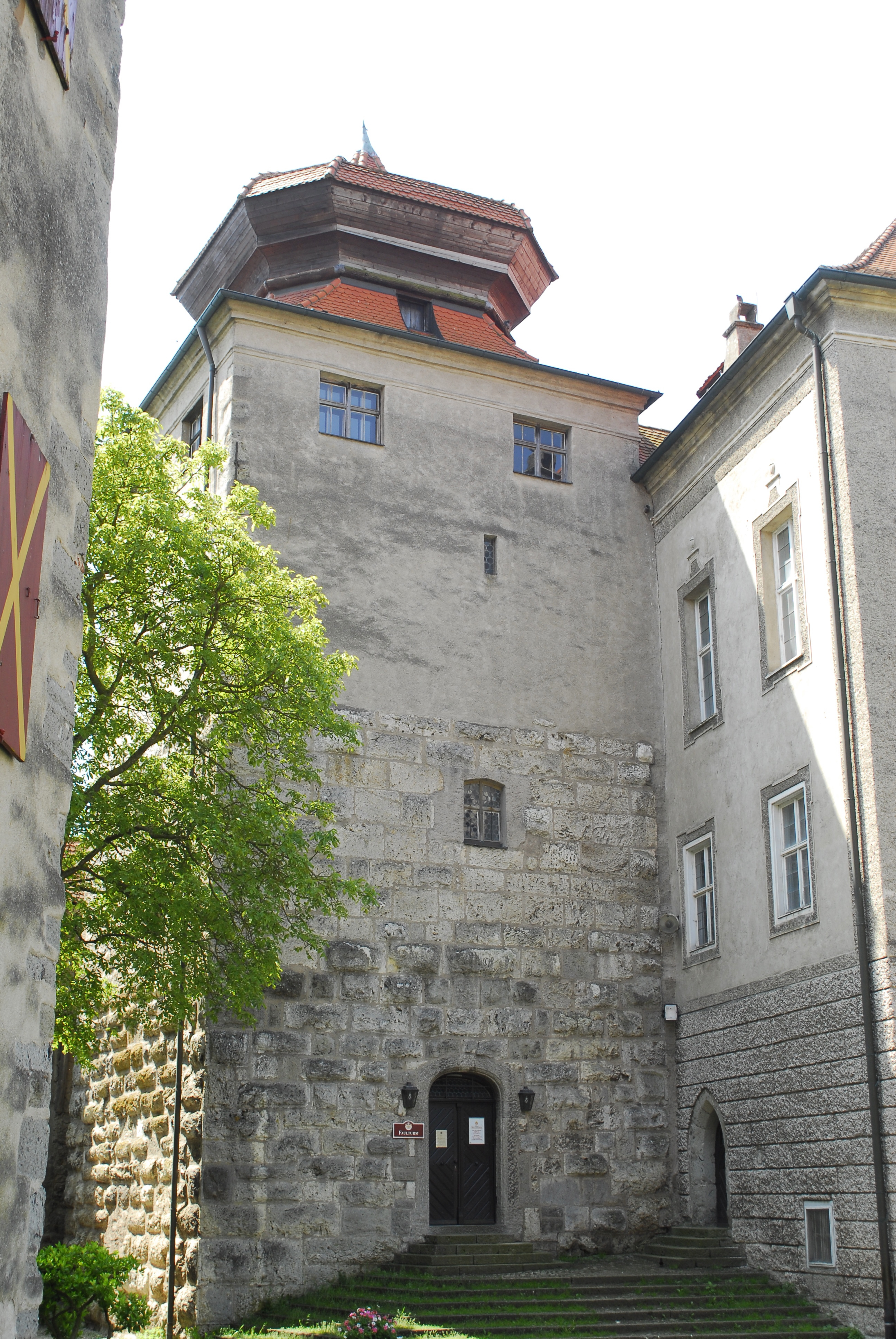
Faulturm

Aus dem östlichen Bergfried, dem Faulturm, wurde im Jahr 1717 ein Treppenhaus für den danebenstehenden Saalbau. Aus dieser Zeit stammt auch das Dach, die „Schneckenhaube“. Ursprünglich stammt er aus dem 13. Jahrhundert und der untere Teil des Faulturms besteht wie der Diebsturm aus Buckelquadern.

#### Vogtei, Kastenhaus und Pfisterbau
Im Jahr 1562 wurde die Vogtei als Fachwerkgebäude erbaut, die vom Burgvogt bewohnt wurde. Heute beherbergt sie die fürstliche Burgschenke und das Schlosshotel. Das Kastenhaus wurde ebenfalls im 16. Jahrhundert errichtet. Es diente ursprünglich als Getreidespeicher, später wurde es als Marstall, Rüstkammer und als Herrschaftsgericht genutzt. Direkt neben der Schlosskirche befindet sich die Pfisterei, die damalige Bäckerei, in der das Mehl zu Brot verarbeitet wurde. Heute befindet sich dort der Burgladen.

#### Saalbau

Pfisterbau, Fürstenbau, Saalbau und Brunnen im Burghof

Das Erdgeschoss des Saalbaus diente ursprünglich der Burgmannschaft als Unterkunft, ab 1496 als Dürnitz. In den Jahren 1717–1721 wurde dieser unter Fürst Albrecht Ernst II. zu Oettingen-Oettingen um zwei Geschosse aufgestockt. In der ersten Etage befinden sich der Kaminsalon und der Vogelsalon. Die dortigen Stuckaturen stammen wohl von Johann Bühler um 1720, der auch für die Arbeiten in der Schlosskirche engagiert wurde.

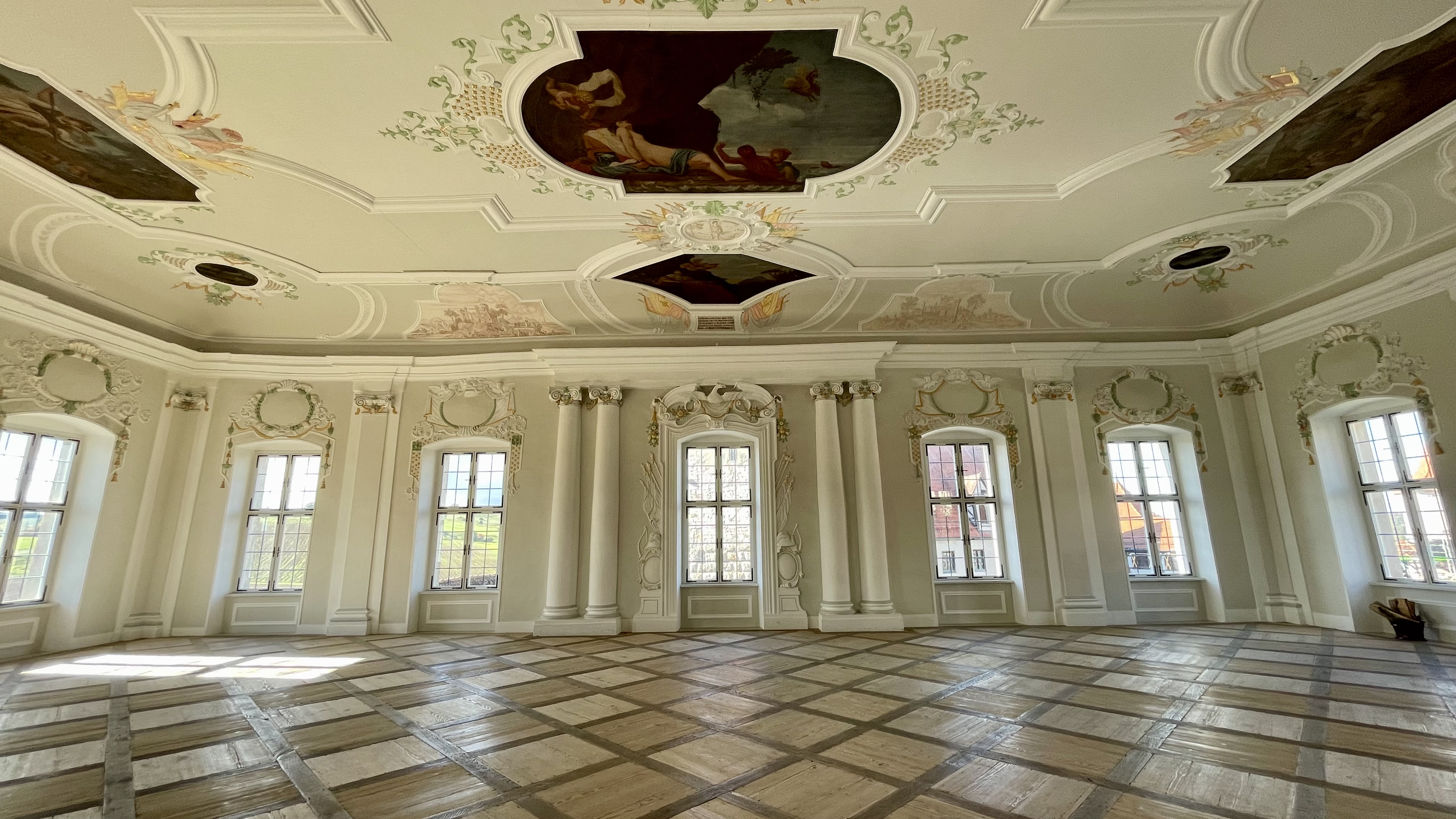
Festsaal

Im zweiten Stock befindet sich der große, repräsentative Festsaal mit einer Gesamtfläche von 232 m². Der Raum ist mit ionischen Pilastern gegliedert. Auf den Schmalseiten ergeben sich jeweils drei Wandabschnitte, wobei der mittlere mit einem Kamin und großer Stuckfigur darüber gestaltet ist. Rechts und links davon befinden sich hochrechteckige Fenster in den Travéen, über denen jeweils ein dekorativ umrahmtes Stuckmedaillon die Restfläche zum Gesims ausfüllt. Die Mitte der Längsseiten bildet eine vor die Wand gestellte Kolonnade, die rechts und links mit doppelten Halbsäulen besetzt ist. Auf der Ostseite bildet dies den aufwändigen Eingang in den Festsaal vom Faulturm aus, der als Treppenhaus diente. Die gegenüberliegende Seite hat die gleiche Gestalt, das Portal ist durch ein Fenster ersetzt. Über dem verkröpften Gesims spannt sich das flache Gewölbefeld über einer umlaufenden Hohlkehle. In der Hohlkehle und der Deckenfläche sind, materiell voneinander unterschieden, diverse Bildinhalte systematisch verteilt. In der Hohlkehle sind sechs Stuckreliefs von Burgenlandschaften zu sehen, jeweils eines in der Mitte der Schmalseiten und jeweils zwei auf der Längsseite, beidseits der mittleren Kolonnade. Die Deckengemälde im Festsaal zeigen Darstellungen aus der griechischen Mythologie und wurden aus dem abgebrochenen Schloss Tiergarten bei Schrattenhofen im Jahr 1742 auf die Harburg gebracht.

#### Fürstenbau

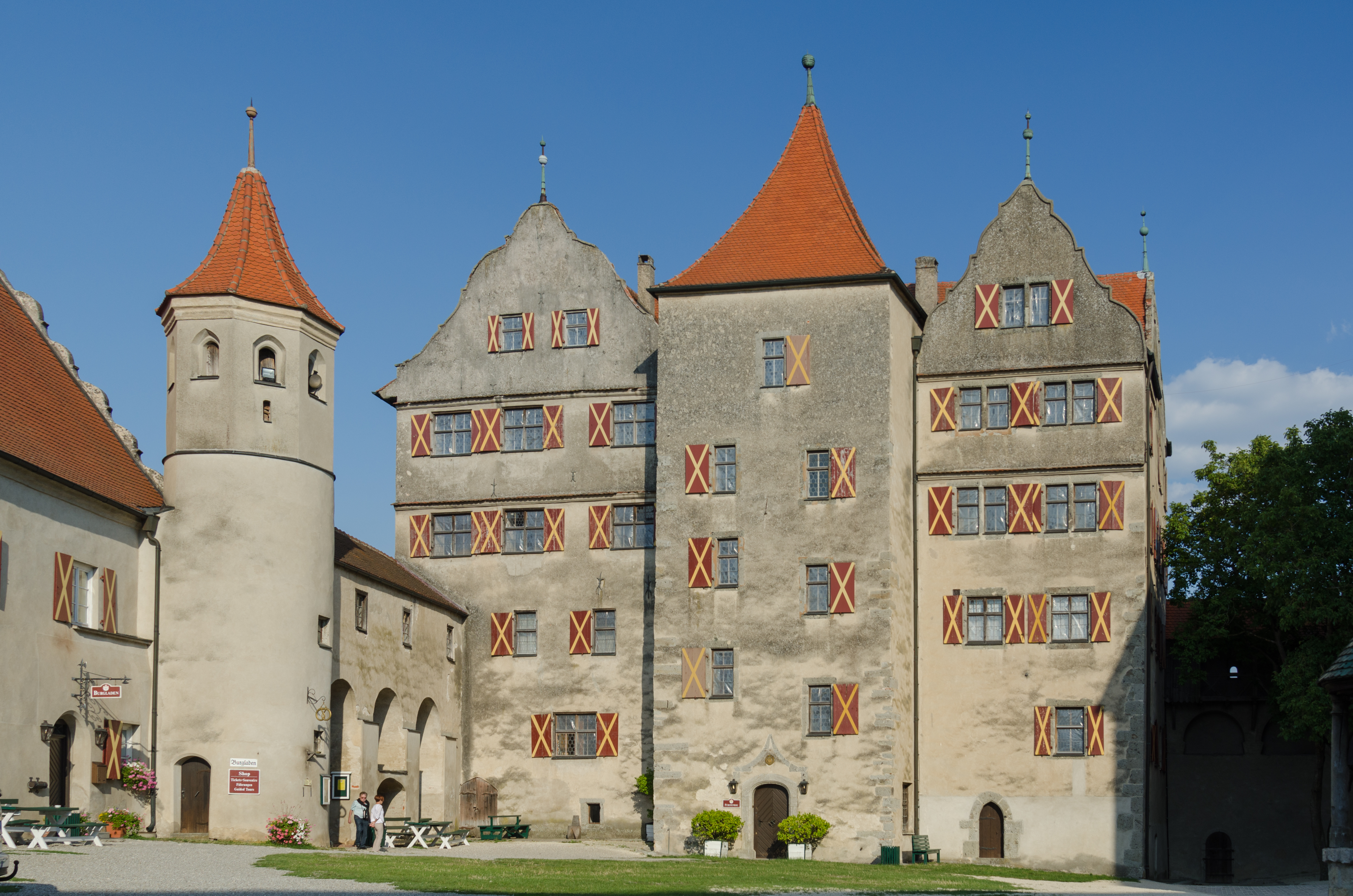
Fürstenbau

Der fünfgeschossige Fürstenbau, in dem Reste des mittelalterlichen Palas aus dem 13. Jahrhundert stecken, diente der gräflichen Familie im 16. Jahrhundert als Residenz. Später wurde der Bau als Quartier für Jagdgesellschaften und zu Beginn des 19. Jahrhunderts als Getreidespeicher genutzt.
Fürst Eugen ließ dort 1948/49 die Oettingen-Wallersteinsche Bibliothek und die Kunstsammlung unterbringen. Die Bibliothek wurde 1980 für 40 Millionen DM an den Freistaat Bayern verkauft und ist heute in der Zentralbibliothek der Universität Augsburg untergebracht.
Heute wird im Fürstenbau u. a. das Fürstlich Oettingen-Wallersteinsche Archiv Harburg (FÖWAH) aufbewahrt. Zusammen mit dem Fürstlich Oettingen-Spielbergschen Archiv Harburg (FÖSAH), welches in einem Gebäude der Vorburg lagert, zählen sie mit einem Bestand von insgesamt 5.000 Regalmetern und ca. 15.000 Urkunden zu einem der größten Privatarchive Deutschlands.
Außerdem befindet sich im zweiten Stock des Fürstenbaus die Galerie mit etwa 120 Werken des Malers Rudolf Warnecke, die dort ausgestellt werden.

#### Schlosskirche St. Michael

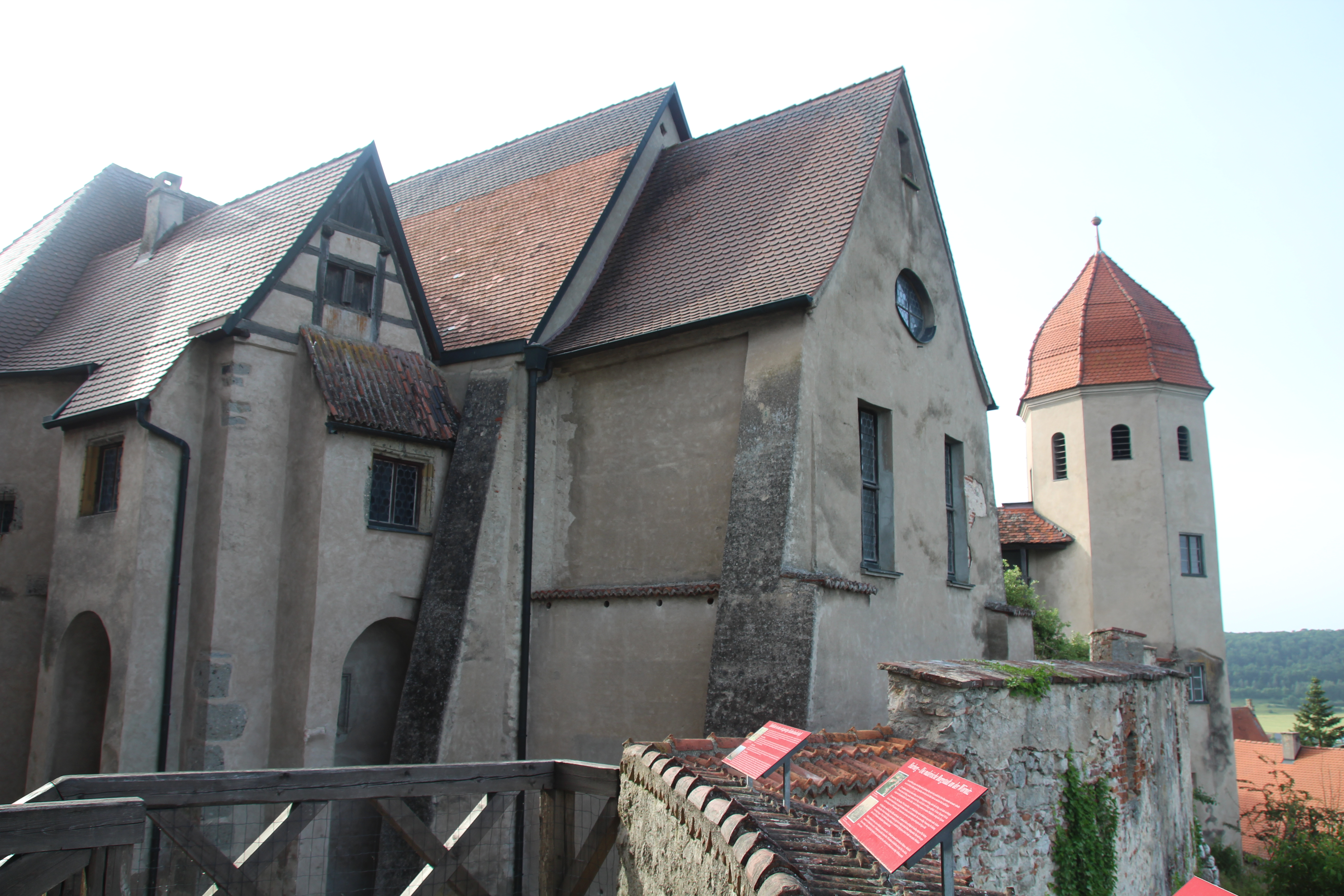
Schlosskirche St. Michael mit Glockenturm

Zwischen dem Fürsten- und dem Pfisterbau befindet sich die Schlosskirche. Diese steht separiert und ist nicht wie gewöhnlich bei Burgen ein Teil des Palas in Form eines Erkers oder in einem Torturm untergebracht. Die heute vom Barock geprägte einschiffige evangelische Schlosskirche ist die älteste Kirche Harburgs. Sie entstand im 18. Jahrhundert aus der romanischen Burgkapelle und ist dem Erzengel Michael geweiht. Drei Epitaphe in Form von überlebensgroßen Figuren, welche die ersten drei Generationen der protestantischen Linie Oettingen-Oettingen darstellen, zieren die Kirche. Sie stellen im südlichen Querschiff den Grafen Gottfried, unter der Orgelempore Graf Ludwig XV. und Karl Wolfgang sowie im nördlichen Querschiff Graf Ludwig XVI. dar, alle mit den jeweiligen Gemahlinnen. Der Eingang zur Gruftkapelle der evangelischen Linie Oettingen-Oettingen wird von zwei Kriegerstatuen bewacht. Außerdem sind Schnitzwerke aus der Spätgotik im Chorraum zu sehen, die eine Muttergottes und den Erzengel Michael darstellen.

## Besichtigung und Veranstaltungen

### Schlossführungen
Die Räumlichkeiten der Burg Harburg können von Mitte März bis Anfang November täglich im Rahmen einer Burgführung besichtigt werden. Außerdem finden in der Saison verschiedene Sonderführungen und Veranstaltungen durch die Gemeinnützige Fürst zu Oettingen-Wallerstein Kulturstiftung statt.

### Schleppjagd um die Harburg
Der Schleppjagdverein von Bayern e. V. mit der Unterstützung des Fürstlichen Hauses Oettingen-Wallerstein und der Stadt Harburg (Schwaben) richtet seit über 20 Jahren im Oktober die Schleppjagd um die Harburg aus. Die Jagdgesellschaft, Männer im roten und Frauen im blauen bzw. schwarzen Jagdrock, dazu geschmückte Pferde und die buntgefleckte Hundemeute bestehend aus den Foxhounds, sind die Hauptakteure.

### Harburger Burgfest
Von 1996 bis 2010 wurde im Sommer auf dem Gelände der Burg das mehrtägige Harburger Burgfest veranstaltet. Alle Einnahmen kamen wohltätigen Zwecken zugute. Veranstalter war der Kiwanis Club Donauwörth.

## Denkmalschutz
Die Burg Harburg ist ein geschütztes Kulturdenkmal nach dem Denkmalschutzgesetz (DSchG) und in der Denkmalliste des Freistaates Bayern mit der Nummer D-7-79-155-1 eingetragen.

Außerdem ist sie ein geschütztes Kulturgut nach der Haager Konvention und mit dem blau-weißen Schutzzeichen gekennzeichnet.